# 시바
시바(산스크리트어: शिवः 쉬바, 영어: Shiva), 마하데바(/məˈhɑː ˈdeɪvə/; 산스크리트어: महादेव:, IAST: Mahādevaḥ, [mɐɦaːd̪eːʋɐh])와 하라라고도 알려진 그는 힌두교의 주요 남신 중 한 명이다. 그는 힌두교의 주요 전통 중 하나인 시바파에서 최고 존재이다.
시바는 브라흐마와 비슈누를 포함하는 힌두교의 삼위일체인 트리무르티 내에서 파괴자로 알려져 있다. 시바파 전통에서 시바는 우주를 창조하고, 보호하며, 변형시키는 최고신이다. 여신 중심의 샤크티파 전통에서 최고 여신(데비)은 에너지이자 창조력(샤크티)이며 시바의 동등하고 보완적인 파트너로 간주된다. 시바는 힌두교의 스마르타파 전통의 판차야타나 푸자에서 다섯 동등한 신 중 하나이다.
시바는 자비로운 면과 무시무시한 면을 모두 가지고 있다. 자비로운 면에서는 전지한 요기로 묘사되며, 카일라스산에서 금욕적인 삶을 살며 아내 파르바티와 두 자녀인 가네샤와 카르티케야와 함께 가정을 이루는 가장으로도 묘사된다. 그의 맹렬한 면에서는 종종 악마를 죽이는 모습으로 묘사된다. 시바는 또한 아디요기(최초의 요기)로 알려져 있으며, 요가, 명상과 예술의 수호신으로 여겨진다. 시바의 도상학적 특징으로는 목에 두른 뱀의 왕 바수키, 장식된 초승달, 헝클어진 머리에서 흐르는 갠지스강, 이마의 세 번째 눈(이 눈은 뜨면 앞에 있는 모든 것을 재로 만든다), 그의 무기인 트리슐라 또는 삼지창, 그리고 다마루가 있다. 그는 보통 비인간형의 링감 형태로 숭배된다.
베다 시대의 작은 신인 루드라와 관련이 있지만, 시바는 비베다적인 뿌리를 가질 수 있으며, 리그베다의 폭풍의 신인 루드라를 포함한 다양한 오래된 비베다적 및 베다적 신들의 융합으로 진화했으며, 루드라 또한 비베다적 기원을 가질 수 있다. 시바는 인도 아대륙 전역, 즉 인도, 네팔, 스리랑카 및 인도네시아 (특히 자와섬과 발리주)의 힌두인들에게 널리 숭배되는 범힌두 신이다.

## 어원 및 다른 이름
모니에르 모니에르-윌리엄스 산스크리트어 사전에 따르면, "śiva"(산스크리트어: शिव, 시바라고도 표기)라는 단어는 "상서로운, 길조의, 은혜로운, 온화한, 친절한, 자비로운, 다정한"을 의미한다. 민간 어원에 따르면 śiva의 어근은 "모든 것이 놓여 있는, 편재하는"을 의미하는 śī와 "은혜의 구현"을 의미하는 va이다.
시바라는 단어는 리그베다( 기원전 1700년경 – 1100년경경)에서 여러 리그베다의 신들, 특히 루드라의 별칭으로 형용사로 사용된다. 시바라는 용어는 또한 "해방, 최종 해탈"과 "상서로운 자"를 의미하며, 이 형용사적 용법은 베다 문헌에서 많은 신들에게 사용된다. 이 용어는 베다의 루드라-시바에서 서사시와 푸라나의 명사 시바로 진화하여 "창조자, 번식자, 해소자"인 상서로운 신이 되었다.
샤르마는 "다치게 하다" 또는 "죽이다"를 의미하는 산스크리트어 어근 śarv-를 사용하여 "어둠의 세력을 죽일 수 있는 자"라는 의미를 부여하는 또 다른 어원을 제시한다.
산스크리트어 단어 śaiva는 "시바 신과 관련된"을 의미하며, 이 용어는 힌두교의 주요 종파 중 하나와 그 종파의 구성원에 대한 산스크리트어 이름이다. 이는 시바파와 같은 특정 신념과 관행을 특징짓는 형용사로 사용된다.
일부 저자들은 이 이름을 "붉다"는 의미의 타밀어 śivappu와 연관시키며, 시바가 태양(타밀어로 śivan, "붉은 자")과 연관되어 있고, 루드라도 리그베다에서 바브루(갈색 또는 붉은색)라고 불린다는 점을 언급한다. 비슈누 사하스라나마는 시바를 "순수한 자"와 "프라크리티의 세 구나(사트바, 라자스, 타마스)에 영향을 받지 않는 자"라는 여러 의미로 해석한다.
시바는 비슈와나타(우주의 군주), 마하데바, 마한데오, 마하수, 마헤샤, 마헤슈바라, 샹카라, 샴부, 루드라, 하라, 트리로차나, 데벤드라(신들의 우두머리), 닐라칸타, 수반카라, 트리로키나타(세 왕국의 군주), 그리네슈와르(연민의 군주) 등 다양한 이름으로 알려져 있다. 시바파에서 시바에 대한 최고의 존경심은 그의 별칭인 마하데바("위대한 신"; mahā "위대한" + 데바 "신"), 마헤슈바라("위대한 군주"; mahā "위대한" + īśvara "군주"), 그리고 파라메슈바라("최고의 군주")에서 반영된다.
사하스라나마는 신의 다양한 측면과 별칭에서 파생된 천 개의 이름을 나열하는 중세 인도 문헌이다. 시바의 많은 이름을 나열하는 귀의 찬가(스토트라)인 시바 사하스라나마는 적어도 8가지 다른 버전이 존재한다. 마하바라타의 13권(아누샤사나파르반)에 실린 버전이 그 중 하나이다. 시바는 또한 마하냐사에 나오는 다샤-사하스라나마(10,000개의 이름)를 가지고 있다. 샤타루드리야라고도 알려진 슈리 루드람 차마캄은 시바를 다양한 이름으로 찬양하는 귀의 찬가이다.

## 역사적 발전과 문헌

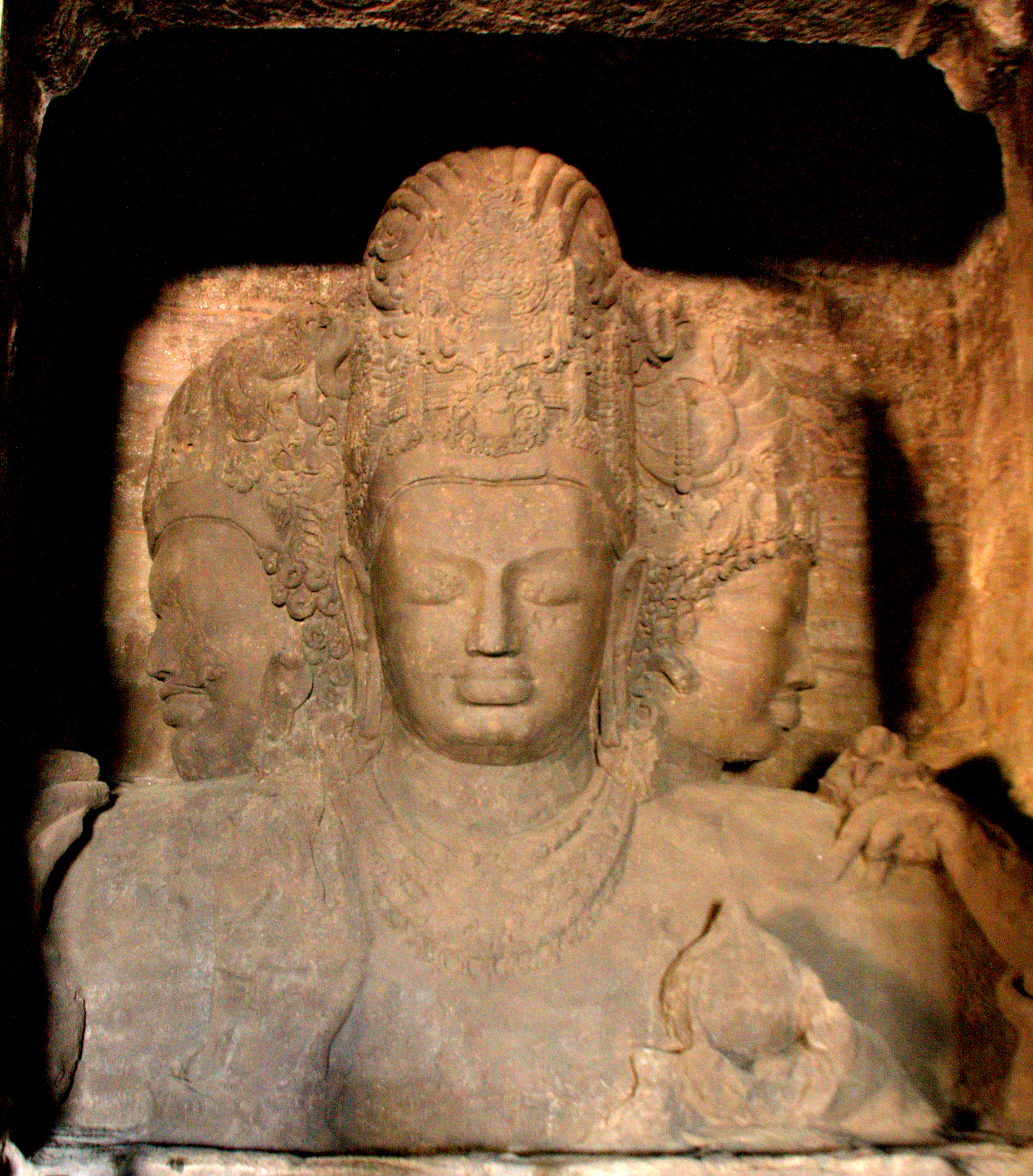
마하라슈트라의 엘레판타 동굴에 있는 시바의 고대 조각. 서기 6세기

시바와 관련된 전통은 인도 아대륙 전역, 즉 인도, 네팔, 스리랑카, 그리고 인도네시아의 발리주와 같은 동남아시아에서 발견되는 힌두교의 주요 부분이다. 시바-루드라는 비베다 부족의 뿌리를 가지고 있을 수 있으며, "원시 부족, 기호 및 상징에서 유래"했지만, 가장 오래된 문학적 증거는 베다 시대의 작은 신인 루드라와 관련이 있으며, 루드라 또한 비아리안족 기원을 가질 수 있다. 오늘날 알려진 시바의 모습은 후기 베다 시대에 산스크리트화 과정과 힌두 종합의 출현으로 인해 다양한 오래된 신들이 하나의 인물로 융합된 것이다. 시바의 인격이 어떻게 복합적인 신으로 수렴되었는지는 잘 문서화되어 있지 않으며, 추적하기 어렵고 많은 추측을 불러일으켰다. 비자이 나스에 따르면:
비슈누와 시바는 [...] 수많은 지역 숭배와 신들을 그들의 품 안으로 흡수하기 시작했다. 후자는 동일한 신의 여러 측면을 나타내거나, 신이 알려지고 숭배되는 다양한 형태와 명칭을 나타내는 것으로 여겨졌다. [...] 시바는 지역 신의 이름에 Isa 또는 Isvara를 접미사로 붙여 수많은 지역 숭배와 동일시되었다. 예를 들어, 부테스바라, 하타케스바라, 찬데스바라와 같은 식이다.

동화의 한 예는 마하라슈트라주에서 일어났는데, 이곳의 지역 신인 칸도바는 농업 및 목축업 카스트의 수호신이다. 마하라슈트라에서 칸도바 숭배의 가장 중요한 중심지는 제주리이다. 칸도바는 시바 자신의 형태로 동화되었으며, 이 경우 그는 링감 형태로 숭배된다. 칸도바의 다양한 연관성에는 수리야와 카르티케야와의 동일시도 포함된다.
"초기 기독교와 대략 동시대"에 존재했던 시바에 대한 신화들은 오늘날 그가 생각되는 방식과는 많은 차이점을 보여주었고, 이러한 시바에 대한 신화적 묘사는 나중에 그의 버전에 통합되었다. 예를 들어, 그와 다른 신들은 가장 높은 신들부터 가장 약한 신들까지 모두 본질적으로 인간적인 것으로 생각되었으며, 제한된 통제력을 가진 정서를 만들고 인간처럼 고행을 통해 내면의 본성과 접촉할 수 있는 능력을 가지고 있었다. 그 시대에 시바는 성욕의 신이자 금욕의 신으로 널리 간주되었다. 한 이야기에서는 그가 1000년 동안 금욕적인 삶을 살았던 시바를 질투한 다른 신들이 보낸 매춘부에 의해 유혹당했다.

### 선베다 시대의 요소들

#### 선사 시대 예술
빔베트카 바위 은신처의 중석기 시대로 거슬러 올라가는 선사 시대 암벽화는 일부 저자들에 의해 시바의 묘사로 해석되었다. 그러나 하워드 모피는 인도의 이러한 선사 시대 암벽화는 맥락상 동물과 함께하는 사냥꾼 무리의 그림일 가능성이 높으며, 그룹 춤을 추는 인물들은 여러 가지 방식으로 해석될 수 있다고 말한다.

#### 인더스 문명과 파슈파티 인장

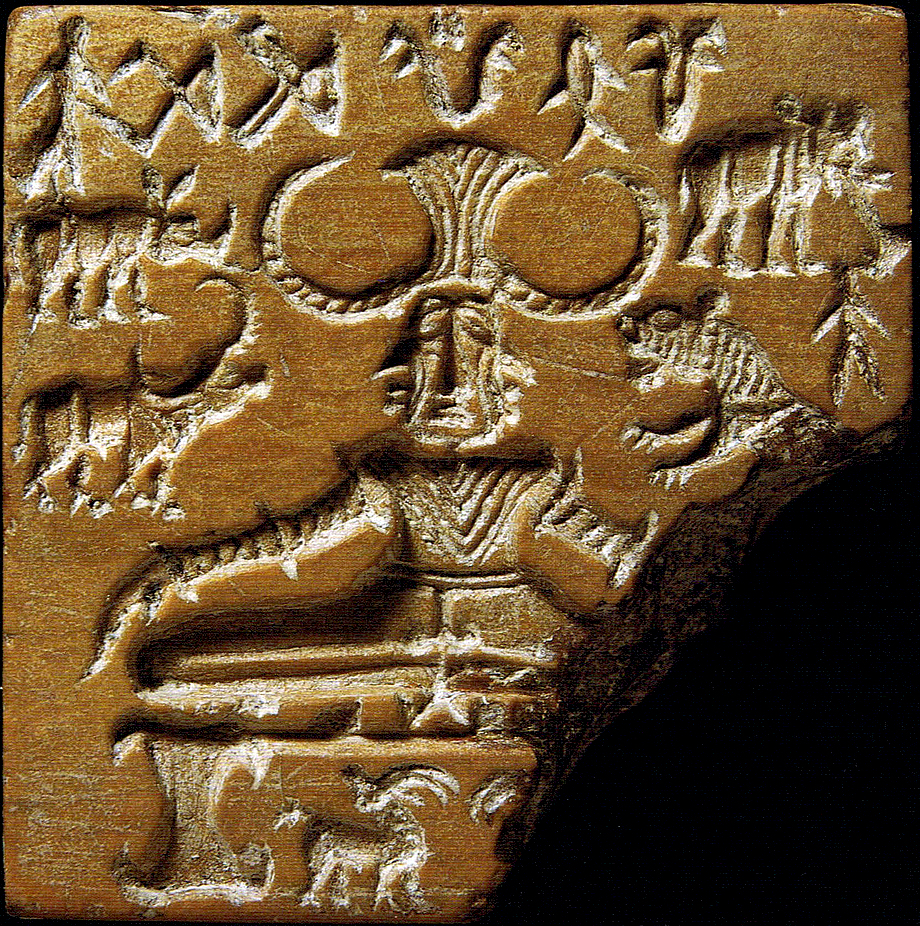
모헨조다로의 인더스 문명 유적지 발굴 중에 발견된 파슈파티 인장으로, 파슈파티("동물들의 군주", c. 2350년경) 또는 "원시-시바" 인물을 묘사한 것으로 보인다.

동물들을 보여주는 여러 인더스 문명 인장들 중에서, 주목을 받은 한 인장은 중앙에 큰 형상이 있는데, 뿔이 있는 신 또는 뿔이 있는 머리 장식을 하고 있으며, 아마도 음경이 돌출되어 있는 모습으로, 가부좌 자세로 앉아 동물들에게 둘러싸여 있다. 이 형상은 모헨조다로의 초기 발굴자들이 파슈파티 (동물들의 군주, 산스크리트어 paśupati)라고 이름 붙였으며, 이는 후대의 힌두교의 신 시바와 루드라의 별칭이다. 존 마셜 경과 다른 학자들은 이 형상이 시바의 원형으로, 세 얼굴을 하고 무릎을 벌리고 발을 모은 채 "요가 자세"로 앉아 있다고 제안했다. 머리 위의 반원형 모양은 두 개의 뿔로 해석되었다. 개빈 플러드, 존 케이 및 도리스 메스 스리니바산과 같은 학자들은 이 제안에 대해 의문을 제기했다.
개빈 플러드는 인장에서 그 인물이 세 얼굴을 하고 있는지, 요가 자세로 앉아 있는지, 심지어 그 모양이 인간 형상을 나타내려 하는 것인지도 명확하지 않다고 말한다. 그는 이러한 견해를 "추측적"이라고 특징지으면서도, 반달 모양이 황소의 뿔을 닮은 것과 같이 시바파의 도상학적 주제의 메아리가 있을 가능성은 있다고 덧붙인다. 존 케이는 "그가 파슈파티로서 시바 경의 초기 발현일 수도 있다"고 썼지만, 이 인물의 몇 가지 특징은 루드라와 일치하지 않는다. 1997년에 스리니바산은 존 마셜이 얼굴이라고 해석한 것을 인간이 아닌 소와 더 유사하며, 신성한 황소 인간일 가능성이 있다고 해석했다.
인장에 대한 해석은 계속 논란 중이다. 예를 들어, 매케빌리는 "요가적 설명 밖에서는 이 자세를 설명할 수 없다"고 말한다. 아스코 파르폴라에 따르면, 기원전 3000-2750년으로 거슬러 올라가는 초기 엘람 인장과 같은 다른 고고학적 발견물들은 유사한 형상을 보여주며, 이들은 요기가 아닌 "앉아 있는 황소"로 해석되었고, 소과 동물 해석이 더 정확할 가능성이 높다고 한다. 2002년 그레고리 L. 포셀은 이 인장을 물소와 연관시켰고, 이 형상을 신으로 인식하고 그 자세를 의례적 규율의 자세로 보는 것은 적절하지만, 원시 시바로 간주하는 것은 "지나치다"고 결론 내렸다.

#### 인도-유럽조어 요소
선고전 시대의 베다 신념과 관행은 가설적인 인도유럽조어 종교, 그리고 이슬람 이전의 인도-이란 종교와 밀접하게 관련되어 있었다. 시바의 도상학과 신학이 그리스 및 유럽 신들과 유사하다는 점은 시바의 인도유럽어 연관성, 또는 고대 중앙아시아 문화와의 측면적 교환에 대한 제안으로 이어졌다. 상황에 따라 무섭거나 행복한 그의 대조적인 측면은 그리스 신 디오니소스의 그것과 유사하며, 황소, 뱀, 분노, 용기, 춤, 자유로운 삶과의 상징적 연관성도 마찬가지이다. 알렉산드로스 대왕 시대의 고대 그리스 문헌들은 시바를 "인도 디오니소스"라고 부르거나, 또는 디오니소스를 "동양의 신"이라고 부른다. 마찬가지로, 시바의 상징으로 음경 상징을 사용하는 것은 아일랜드, 북유럽, 그리스(디오니소스) 및 로마 신들에게서도 발견되며, 이 비형상 기둥이 하늘과 땅을 연결한다는 생각 또한 초기 인도아리안족 사이에서 존재했다고 로저 우드워드는 말한다. 다른 이들은 그러한 제안에 이의를 제기하며, 시바가 토착 비아리안 부족 기원에서 비롯되었다고 주장한다.

### 베다 시대의 요소들

#### 루드라

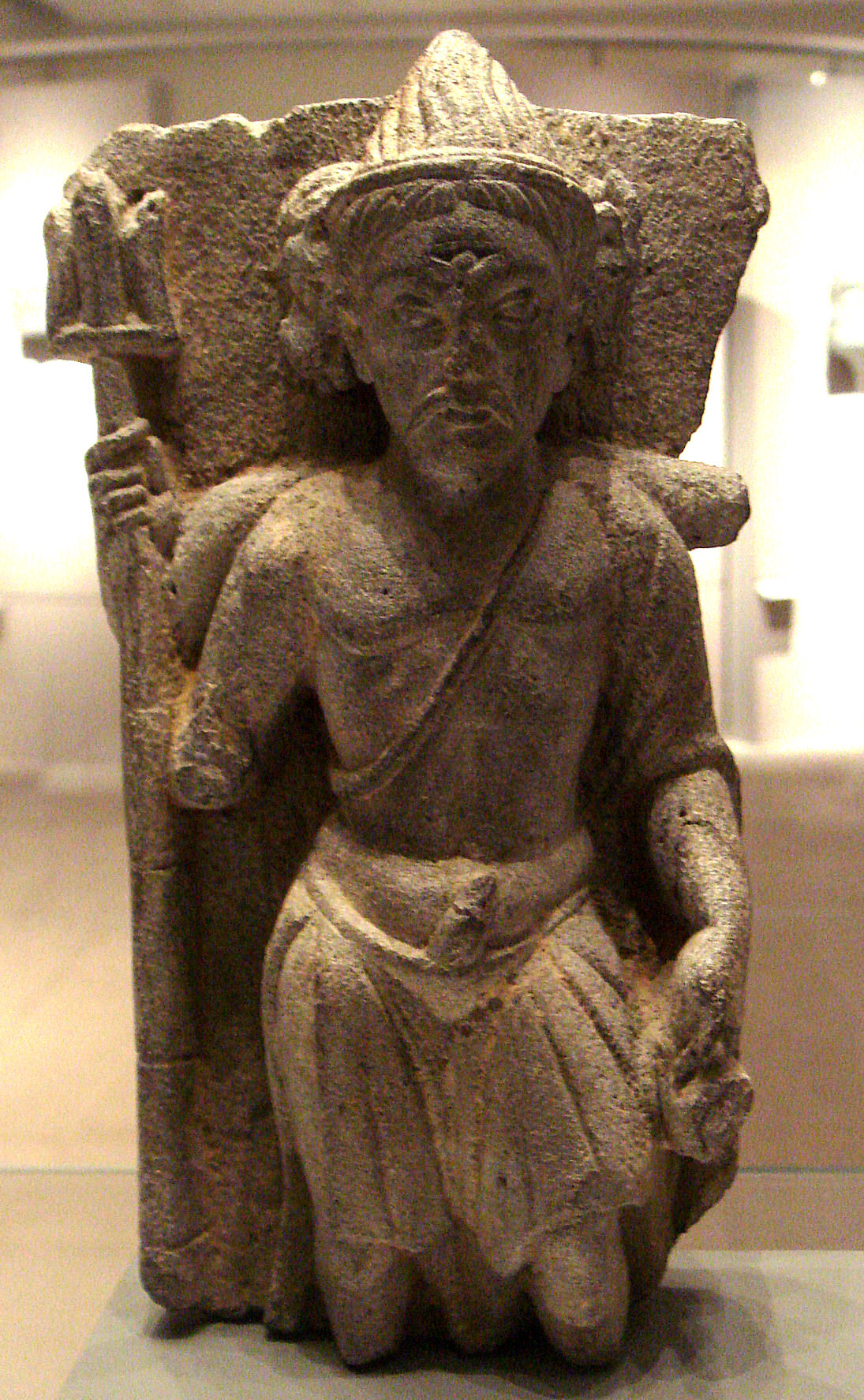
세 개의 머리를 가진 시바, 간다라, 서기 2세기

오늘날 우리가 아는 시바는 베다 신인 루드라와 많은 특징을 공유하며, 힌두 경전에서는 시바와 루드라 모두 동일한 인물로 간주된다. 두 이름은 동의어로 사용된다. 리그베다의 신인 루드라는 무시무시한 힘을 가진 폭풍의 신이었다. 그는 보통 자신이 나타내는 요소를 따라 사납고 파괴적인 신으로 묘사된다. RV 2.33에서는 그를 폭풍 신들의 집단인 "루드라들의 아버지"로 묘사한다.
플러드는 루드라가 베다 시대 신들 중 주변적인 위치에 있는 모호한 신이며, 비베다 기원을 가질 가능성이 있다고 언급한다. 그럼에도 불구하고, 루드라와 시바는 모두 게르만족의 분노("wütte")와 와일드 헌트의 신인 워던과 유사하다.
사다시반에 따르면, 힌두 종합이 발전하는 동안 브라만들이 부처의 속성을 시바에게 전파했으며, 시바는 루드라와도 연관되었다. 리그베다는 1,028개의 찬가 중 3개가 루드라에게 헌정되었고, 같은 텍스트의 다른 찬가에서도 가끔 언급된다. 리그베다의 10.92 찬가는 루드라 신이 두 가지 본성, 즉 야생적이고 잔인한(루드라) 본성과 친절하고 평온한(시바) 본성을 가지고 있다고 말한다.
시바라는 용어는 단순히 "친절하고 상서로운"을 의미하는 별칭으로, 다양한 베다 신들을 묘사하는 형용사 중 하나로도 사용된다. 리그베다 찬가에서는 사납고 무자비한 자연 현상과 폭풍과 관련된 루드라가 두려움의 대상이지만, 그가 가져오는 유익한 비는 그의 시바적 측면으로 환영받는다. 이러한 치유적이고 양육하며 생명을 가능하게 하는 측면은 베다에서는 루드라-시바로, 후기 베다 문헌에서는 파괴적이고 건설적인 힘, 무시무시하고 온화한 힘을 결합하여 모든 존재의 궁극적인 재활용자이자 활력소가 되는 시바로 나타난다.
베다 텍스트에는 황소나 다른 동물이 루드라나 다른 신들의 탈것(바하나)으로 언급되지 않는다. 그러나 마하바라타와 푸라나와 같은 후기 베다 텍스트는 특히 인도의 인도혹소인 난디 황소를 루드라와 시바의 탈것으로 명시적으로 언급하며, 그들이 동일함을 분명히 연결시킨다.

#### 아그니
루드라와 아그니는 밀접한 관계를 가지고 있다. 베다 문헌에서 아그니와 루드라의 동일시는 루드라가 점차 루드라-시바로 변모하는 과정에서 중요한 요소였다. 니루크타라는 중요한 초기 어원학 텍스트에서 아그니와 루드라의 동일시가 명시적으로 언급되어 있는데, "아그니는 루드라라고도 불린다"고 한다. 두 신 사이의 상호 연결은 복잡하며, 스텔라 크람리슈에 따르면:
루드라-시바의 불 신화는 불의 모든 잠재력과 단계를, 대화재에서 계몽에 이르기까지 전체 영역을 다룬다.

샤타루드리야에서, 사시판자라("불꽃처럼 황금빛 붉은 색")와 O|티바시마티("불꽃처럼 밝은")와 같은 루드라의 일부 별칭은 두 신의 융합을 시사한다. 아그니는 황소라고 하며, 시바는 그의 탈것인 난디라는 황소를 소유한다. 때때로 황소로 특징지어지는 아그니의 뿔이 언급된다. 중세 조각에서는 아그니와 바이바라로 알려진 시바의 형태 모두 불타는 머리카락을 특징으로 한다.

#### 인드라

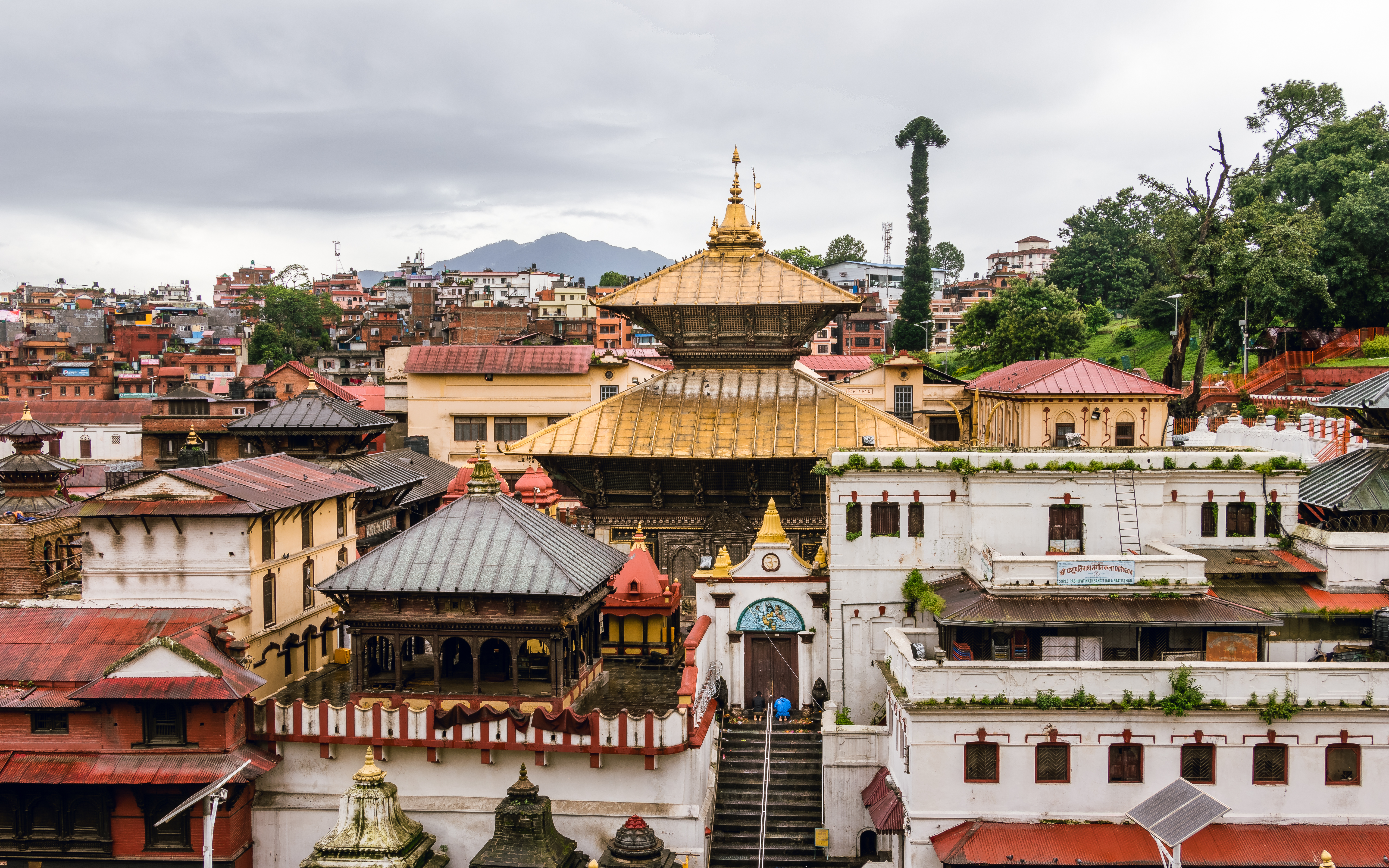
네팔의 파슈파티나트 사원. 모든 존재의 군주로서 시바에게 헌정된 사원이다.

웬디 도니거에 따르면, 시바파의 다산 신화와 시바의 일부 남근적 특성은 인드라로부터 계승되었다. 도니거는 그녀의 가설에 대한 몇 가지 이유를 제시한다. 둘 다 산, 강, 남성 생식력, 사나움, 용감함, 전쟁, 확립된 도덕 규범의 위반, 옴 소리, 최고 자아와 관련되어 있다. 리그베다에서는 śiva라는 용어가 인드라를 지칭하는 데 사용된다. (2.20.3, 6.45.17, 그리고 8.93.3.) 인드라는 시바와 마찬가지로 황소에 비유된다. 리그베다에서 루드라는 마루트의 아버지이지만, 인드라처럼 그들의 전쟁 행위와는 결코 연관되지 않는다.
인드라 자신은 박트리아-마르기아나 문화에서 베다 아리안족에 의해 채택되었을 수도 있다. 안토니에 따르면,
인도-이란 신의 힘/승리(베레트라그나)의 많은 속성들이 채택된 신 인드라에게 전이되었고, 그는 발전하는 고대 인도 문화의 중심 신이 되었다. 인드라는 250개의 찬가, 즉 리그베다의 4분의 1의 주제였다. 그는 다른 어떤 신보다 소마와 관련이 있었는데, 소마는 아마도 BMAC 종교에서 빌려온 자극제(아마도 에페드라에서 파생)였다. 그의 탁월함으로의 부상은 고대 인도어 화자들의 특이한 특징이었다.

자이나교의 텍스트와 예술 작품은 인드라를 춤꾼으로 묘사하는데, 일반적으로 힌두교에서 발견되는 춤추는 시바 예술 작품과 동일하지는 않지만, 특히 각자의 무드라에서 유사성을 보인다. 예를 들어, 엘로라 석굴의 자이나교 동굴에서는 시바 나타라자와 유사하게 티르탕카라 이미지 옆에 춤추는 인드라를 묘사하는 광범위한 조각이 있다. 춤 도상학의 유사성은 고대 인드라와 시바 사이에 연관성이 있을 수 있음을 시사한다.

### 발전
아타르바쉬라스 우파니샤드와 같은 일부 텍스트는 루드라를 언급하며, 모든 신은 루드라이며, 모든 사람과 모든 것이 루드라이고, 루드라는 모든 것의 원리이며, 그들의 최고 목표이자, 모든 가시적 또는 비가시적 실재의 가장 내면적인 본질이라고 주장한다. 카이발랴 우파니샤드도 유사하게, 독일의 인도학자이자 철학 교수인 파울 도이센은 자아를 깨달은 사람을 "모든 존재 속에 사는 유일한 신성한 본질로서 자신을 느끼는 자"로 묘사하며, 자신의 의식과 모든 사람의 의식이 시바(최고의 아트만)와 동일함을 느끼고, 자신의 내면 깊숙이 이 최고의 아트만을 발견한 자라고 말한다.
루드라가 작은 베다 신에서 최고 존재로 진화한 것은 슈베타슈바타라 우파니샤드(기원전 400-200년)에서 처음으로 나타나며, 개빈 플러드에 따르면, 루드라-시바에 대한 유신론적 헌신의 가장 초기 씨앗을 제시한다. 여기서 루드라-시바는 우주의 창조자이자 자아 해방자로 식별된다. 슈베타슈바타라 우파니샤드는 초기 시바파 사상에 대한 어조를 설정했는데, 특히 3장 2절에서 시바는 브라흐만과 동일시된다: "루드라는 진정 하나이다. 브라흐만의 지식자들은 둘째의 존재를 인정하지 않는다." 기원전 200년에서 서기 100년 사이는 또한 이 시대의 다른 문헌에서 입증된 바와 같이 시바 숭배에 초점을 맞춘 시바파 전통의 시작을 나타낸다. 로버트 흄과 도리스 스리니바산과 같은 다른 학자들은 슈베타슈바타라 우파니샤드가 시바 유신론에만 국한된 텍스트라기보다는 다원주의, 범신론, 또는 단일신교를 제시한다고 말한다.
자아 실현과 시바 우파니샤드
모든 존재 속에서 자신을 보고,

그 안에서 모든 존재를 보는 자는,

어떤 다른 수단으로도 아닌,

최고의 브라흐만을 얻는다.
시바파 신자들과 고행자들은 파탄잘리의 마하바샤(기원전 2세기)와 마하바라타에 언급되어 있다.
시바의 가장 초기 도상학적 예술 작품은 간다라와 고대 인도의 북서부 지역에서 유래했을 수 있다. 현존하는 예술 작품은 손상되었고 명상하는 부처 관련 예술 작품과 일부 중복되지만, 이 예술에서 시바의 삼지창과 음경 상징성의 존재는 그것이 시바였을 가능성이 높다는 것을 시사한다. 화폐학 연구에 따르면, 현존하는 고대 쿠샨 제국(30-375 CE)의 수많은 동전들은 아마도 시바일 가능성이 있는 신의 이미지였다고 한다. 쿠샨 제국 동전의 시바는 어원과 기원이 불분명한 오에쇼로 불리지만, 쿠샨 시대 예술 작품에 인드라와 시바가 동시에 존재한다는 것은 그들이 쿠샨 제국 초기부터 숭배받는 신이었다는 것을 시사한다.
시바 우파니샤드는 힌두교의 14개 소규모 우파니샤드 그룹으로, 기원전 1천년기 후반부터 17세기까지 다양한 시기에 작성되었다. 이들은 시바를 형이상학적이고 변치 않는 실재인 브라흐만과 아트만(자아)으로 찬양하며, 시바와 관련된 의례와 상징주의에 대한 내용도 포함한다.
시바 푸라나, 특히 시바 푸라나와 링가 푸라나는 시바와 관련된 다양한 측면, 신화, 우주론 및 순례(티르타 (힌두교))를 제시한다. 8세기에서 11세기 사이에 작성된 시바 관련 탄트라 문헌은 귀의적 이원론 시바파에서 슈루티로 간주된다. 각 생명체 내의 자아와 시바를 두 개의 분리된 실재(이원론, 드바이타)로 간주하는 이원론적 시바 아가마는 시바 시단타의 기초 텍스트이다. 다른 시바 아가마는 이들이 하나의 실재(일원론, 아드바이타)이며, 시바는 각 생명체 내의 자아, 완전함, 진리라고 가르친다. 시바 관련 하위 전통에는 10개의 이원론 아가마 텍스트, 18개의 한정적 일원론-이원론 아가마 텍스트, 64개의 일원론 아가마 텍스트가 있다.
시바 관련 문헌은 서기 1천년기부터 13세기까지 인도 전역, 특히 카슈미르와 타밀 시바파 전통에서 광범위하게 발전했다. 시바파는 서기 7세기 초부터 타밀라캄에서 엄청난 인기를 얻었으며, 아파르와 삼반다르와 같은 시인들은 신과 관련된 현재의 특징, 예를 들어 그의 탄다바 춤, 물라밤(둠루), 불을 들고 강가의 거친 흐름을 머리띠로 막는 것 등 풍부한 시를 지었다. 일원론 시바 문헌은 절대적인 일원성을 가정하는데, 즉 시바는 모든 남성과 여성 안에 있고, 모든 생명체 안에 있으며, 모든 무생물체를 포함하여 세상 모든 곳에 존재하며, 생명, 물질, 인간과 시바 사이에는 영적인 차이가 없다. 다양한 이원론적 및 일원론적 시바 관련 사상은 중세 동남아시아에서 환영받았으며, 인도네시아, 미얀마, 캄보디아, 라오스, 베트남, 태국, 말레이시아에서 수많은 시바 관련 사원, 예술 작품 및 텍스트를 영감을 주었고, 기존의 지역 신학과의 혼합주의적 통합을 이루었다.

## 힌두교 내에서의 위치

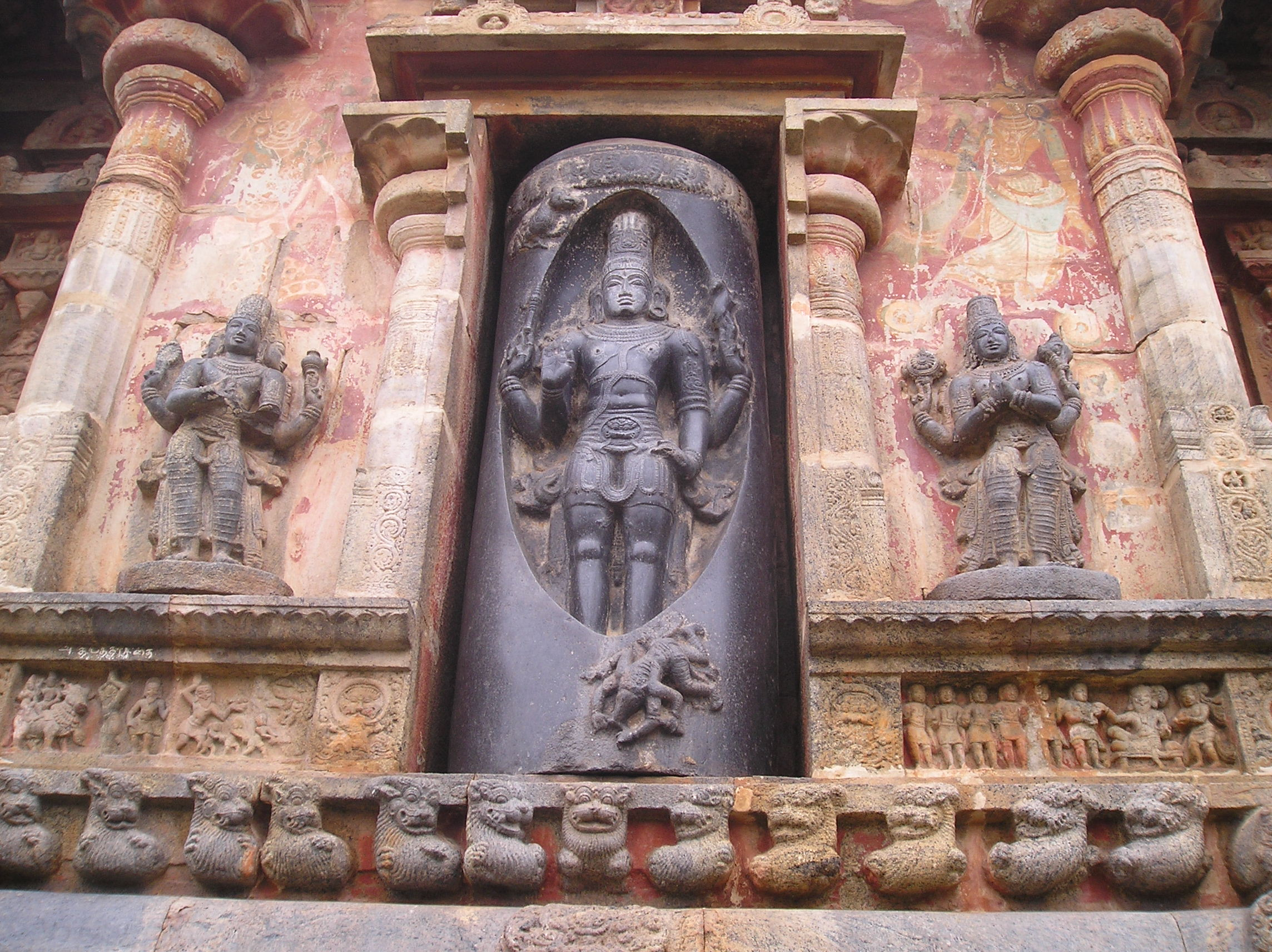
링고드바바는 시바가 링감(무한한 불 기둥)에서 솟아나는 시바파의 종파적 상징으로, 시바가 트리무르티의 으뜸임을 이야기한다. 왼쪽의 브라흐마와 오른쪽의 비슈누는 중앙의 시바에게 절하는 모습으로 묘사되어 있다.

### 시바파
시바파는 힌두교의 네 가지 주요 종파 중 하나이며, 다른 종파는 비슈누파, 샤크티파 및 스마르타파이다. 시바파를 따르는 자들은 "시바파 신도들"이라고 불리며, 시바를 최고 존재로 숭배한다. 시바파 신도들은 시바가 모든 것이며 모든 것에 있고, 존재하는 모든 것의 창조자, 보존자, 파괴자, 드러내는 자 및 숨기는 자라고 믿는다. 그는 시바파에서 창조자일 뿐만 아니라, 그로부터 발생하는 창조물 그 자체이며, 모든 것이자 모든 곳에 존재한다. 시바는 시바파 전통에서 원초적인 자아, 순수한 의식, 그리고 절대 현실이다. 시바는 또한 '옴'(ॐ)의 '우'(उ)의 일부이기도 하다.
시바파 신학은 크게 두 가지로 분류된다: 베다, 서사시, 푸라나의 시바-루드라의 영향을 받은 대중 신학; 그리고 시바와 샤크티 관련 탄트라 텍스트의 영향을 받은 밀교 신학. 베다-브라만 시바 신학은 타밀 시바 시단타와 링가야트파와 같은 일원론(불이일원론) 및 귀의론(드바이타) 전통을 모두 포함한다. 시바 사원에는 링가, 시바-파르바티 도상학, 경내의 난디 황소, 그리고 시바의 여러 측면을 보여주는 부조 예술 작품 등이 있다.
탄트라 시바("शिव") 전통은 시바와 관련된 신화와 푸라나를 무시하고, 하위 학파에 따라 다양한 관행을 개발했다. 예를 들어, 역사적 기록에 따르면 탄트라 카팔리카 (문자 그대로 '해골 인간')는 바즈라야나 불교 의식과 공존하며 많은 것을 공유했고, 해골을 착용하고 시바와 샤크티를 숭배하는 밀교 의식을 행했으며, 빈 해골로 구걸하고 때로는 고기를 의식의 일부로 사용하기도 했다. 카슈미르 시바파 내의 밀교 전통은 크라마 및 트리카 하위 전통을 특징으로 했다. 크라마 하위 전통은 시바-칼리 쌍을 중심으로 한 밀교 의식에 중점을 두었다. 트리카 하위 전통은 시바를 포함하는 삼위일체 신학을 발전시켰고, 이를 일원론적 자아 해방 추구에 초점을 맞춘 금욕적인 생활 방식과 결합했다.

### 비슈누파
비슈누파(비슈누 지향) 문헌은 시바를 인정하고 논한다. 시바파 문헌이 시바를 최고로 제시하는 것처럼, 비슈누파 문헌은 비슈누를 최고로 제시한다. 그러나 두 전통 모두 다원적이며 시바와 비슈누(데비와 함께)를 모두 숭배하며, 그들의 텍스트는 배타성을 보이지 않고, 바가바타 푸라나와 같은 비슈누파 텍스트는 크리슈나를 궁극적인 실재로 칭송하면서도 시바와 샤크티를 동일한 궁극적인 실재와 동등한 개인화된 형태로 제시한다. 시바파 전통의 텍스트도 비슈누를 유사하게 칭송한다. 예를 들어, 스칸다 푸라나는 다음과 같이 말한다:

비슈누는 시바가 아니고, 시바라고 불리는 자는 비슈누와 동일하다.
— 스칸다 푸라나, 1.8.20–21

두 전통 모두 누가 더 우월한지에 대한 전설을 포함하며, 시바가 비슈누에게 경의를 표하고 비슈누가 시바에게 경의를 표하는 내용도 있다. 그러나 어느 전통의 텍스트와 예술 작품에서든 상호 경의는 상보성의 상징이다. 마하바라타는 불변의 궁극적 실재(브라흐만)가 시바와 비슈누와 동일하다고 선언하며, 비슈누는 시바의 가장 높은 발현이고 시바는 비슈누의 가장 높은 발현이라고 말한다.

### 샤크티파

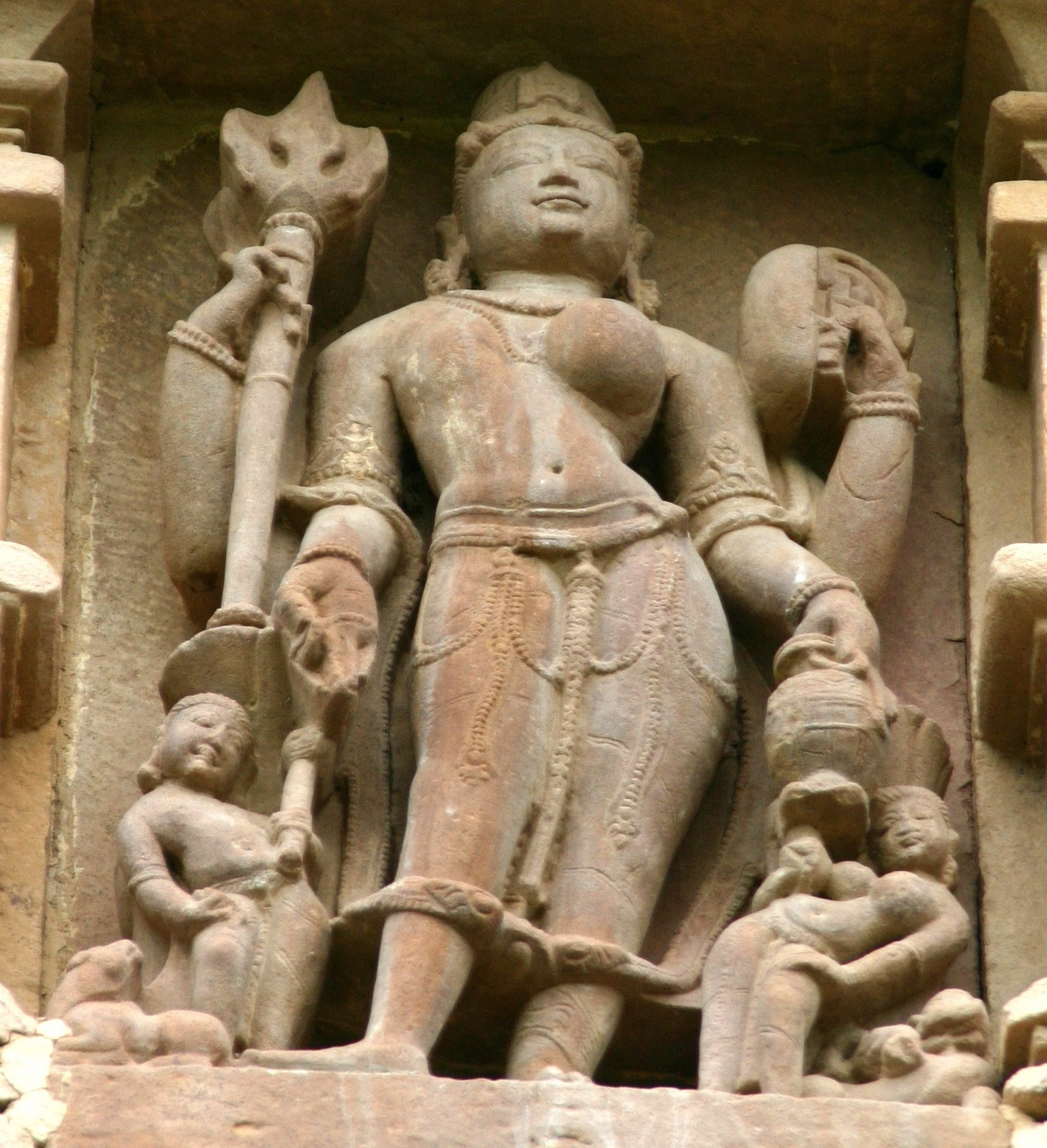
아르다나리슈바라 조각, 카주라호, 시바와 여신 파르바티를 그의 동등한 반쪽으로 묘사한다. 아르다나리슈바라 개념에서, 이콘은 반인반여로 제시된다.

힌두교의 여신 중심 샤크티 전통은 브라흐만이라고 불리는 최고 원리와 궁극적 실재가 여성(데비)이라는 전제에 기반하지만, 남성은 그녀의 동등하고 보완적인 파트너로 취급한다. 이 파트너는 시바이다.
루드라-시바의 맥락에서 여성에 대한 숭배 전통의 가장 초기 증거는 힌두교 경전인 리그베다에서 데비 숙타라고 불리는 찬가에서 발견된다.
데비 우파니샤드는 샤크티즘 신학에 대한 설명에서 시바를 언급하고 찬양하며, 예를 들어 19절에 나온다. 시바는 비슈누와 함께 데비 마하트마에서 숭배되는 신이며, 이 텍스트는 전통적으로 바가바드 기타만큼 중요하게 여겨진다. 아르다나리슈바라 개념은 신 시바와 여신 샤크티를 반은 남자, 반은 여자로 묘사된 상징으로 혼합하며, 많은 힌두교 텍스트와 사원에서 발견되는 연합의 표현과 주제이다.

### 스마르타파

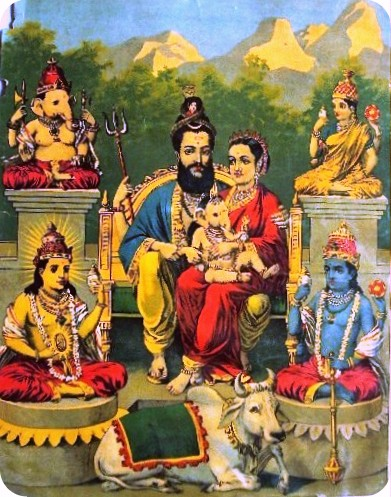
라자 라비 바르마의 유화로, 시바 중심의 판차야타나를 묘사한다. 중앙에는 수염을 기른 시바가 아내 파르바티와 어린 아들 가네샤와 함께 앉아 있으며, 그들을 둘러싸고 (왼쪽 위에서 시계 방향으로) 가네샤, 데비, 비슈누, 수리야가 있다. 시바의 탈것은 시바 아래에 있는 황소 난디이다.

힌두교의 스마르타파 전통에서 시바는 판차야타나 푸자의 일부이다. 이 관행은 동등하다고 여겨지는 다섯 신의 도상 또는 비도상을 오각배치 형태로 배열하는 것으로 구성된다. 시바는 이 다섯 신 중 하나이며, 다른 신들은 비슈누, 데비(예: 파르바티), 수리야 및 가네샤 또는 카르티케야 또는 숭배자가 선호하는 개인적인 신(이쉬타 데바타)이다.
철학적으로 스마르타 전통은 모든 우상(무르티)이 신성한 존재의 측면을 집중하고 시각화하는 데 도움이 되는 상징일 뿐, 별개의 존재가 아니라는 점을 강조한다. 이 수행의 궁극적인 목표는 우상을 사용하는 단계를 넘어, 우상으로 상징되는 절대자를 인식하고, 궁극적으로 자신의 아트만(자아)과 브라흐만의 비이원론적 정체성을 실현하는 길로 나아가는 것이다. 샹카라에 의해 대중화된 많은 판차야타나 만다라와 사원들은 굽타 제국 시대의 것으로 발굴되었으며, 난드 마을(아지메르에서 약 24킬로미터)에서 발견된 한 판차야타나 세트는 쿠샨 제국 시대(기원전 300년 이전)의 것으로 추정된다. 쿠샨 시대의 세트에는 시바, 비슈누, 수리야, 브라흐마 및 정체가 불분명한 한 신이 포함되어 있다.

### 요가
시바는 스스로에게 완전히 몰입된 위대한 요기로 여겨진다. 즉, 그는 초월적인 실재이다. 그는 요기들의 군주이자 현자들에게 요가를 가르치는 스승이다. 스텔라 크람리슈는 시바 다크시나무르티에 대해 "자신의 가장 깊은 자아(아트만)와 궁극적인 실재(브라흐만)의 하나됨을 침묵 속에서 가르치는" 최고의 구루라고 말한다. 시바는 또한 삼하라(산스크리트어: संहार) 또는 해소의 원형이기도 한데, 이는 마야의 해소를 통한 인간 고통의 초월을 포함하며, 이 때문에 시바는 요가와 관련이 있다.

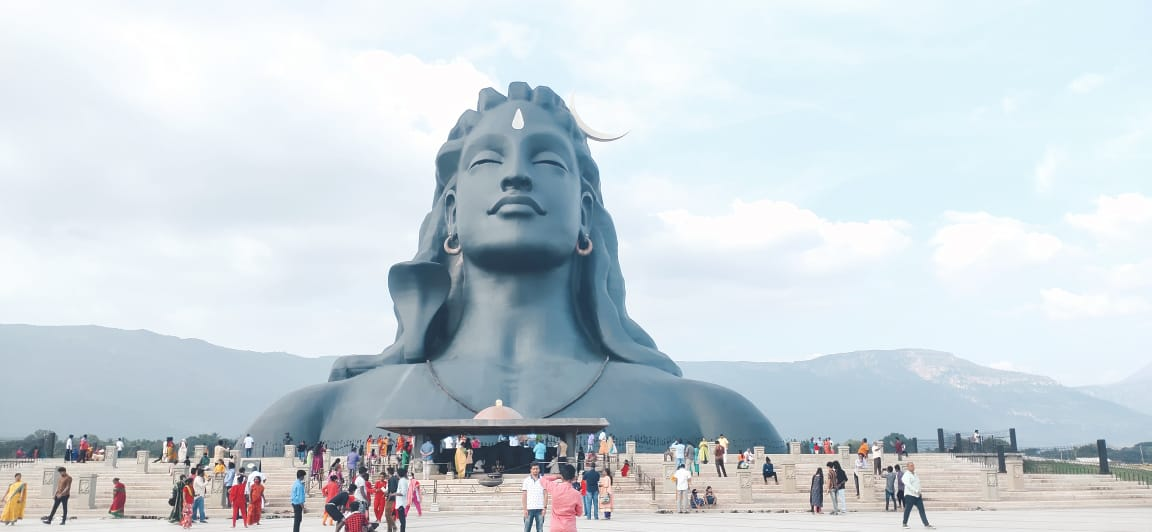
코임바토르에 있는 아디요기 시바(최초의 요기) 상

다양한 형태의 요가 이론과 수행은 힌두교의 모든 주요 전통의 일부였으며, 시바는 수많은 힌두 요가 문헌에서 후원자 또는 대변자였다. 이들은 요가에 대한 철학과 기술을 담고 있다. 이 사상들은 서기 1천년기 후반 또는 그 이후의 것으로 추정되며, 앤드루 J. 니콜슨—힌두교 및 인도 지성사 교수—은 "힌두교 발전에 심오하고 지속적인 영향을 미쳤다"고 말하는 이슈바라 기타('시바의 노래')와 같은 요가 문헌으로 남아 있다.
시바와 관련된 다른 유명한 문헌들은 하타 요가에 영향을 미쳤고, 일원론(불이일원론) 사상을 요가 철학과 통합했으며, 인도 고전 무용의 이론적 발전에 영감을 주었다. 여기에는 시바 수트라, 시바 삼히타, 그리고 10세기 학자 아비나바굽타와 같은 카슈미르 시바파 학자들의 작품이 포함된다. 아비나바굽타는 시바와 요가 관련 사상의 관련성에 대한 그의 노트에서 "사람들은 자신들의 일에 몰두하여 보통 다른 사람들을 위해 아무것도 하지 않는다"고 말하며, 시바와 요가 영성은 개인이 더 행복한 존재 상태를 향해 더 넓은 시야를 갖고 상호 연결성을 이해하여 개인과 세상 모두에게 이익을 줄 수 있도록 돕는다고 말한다.

### 트리무르티
트리무르티는 힌두교의 개념으로, 창조, 유지, 파괴라는 우주적 기능이 창조자 브라흐마, 유지자 또는 보존자 비슈누, 그리고 파괴자 또는 변형자인 시바의 형태로 의인화된 것이다. 이 세 신은 "힌두 삼위일체" 또는 "위대한 삼중 신"이라고 불린다. 그러나 고대 및 중세 힌두교 문헌에는 시바를 포함하지 않는 많은 신과 여신의 삼위일체가 등장한다.

## 속성

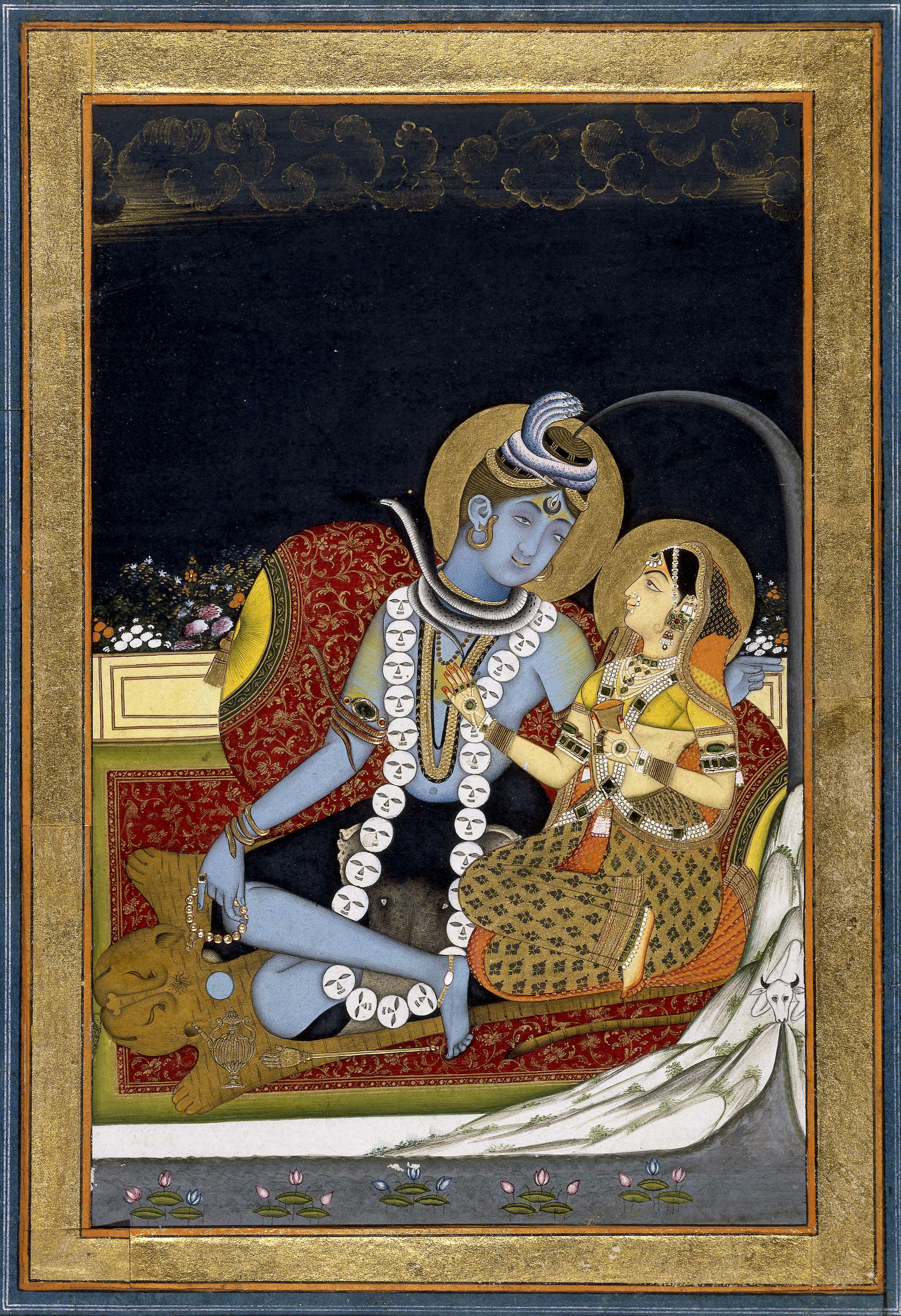
파르바티와 함께 있는 시바. 시바는 세 눈을 가지고 있으며, 헝클어진 머리에는 갠지스강이 흐르고, 뱀 장식과 해골 목걸이를 걸고, 재로 뒤덮인 채 호랑이 가죽 위에 앉아 있다.

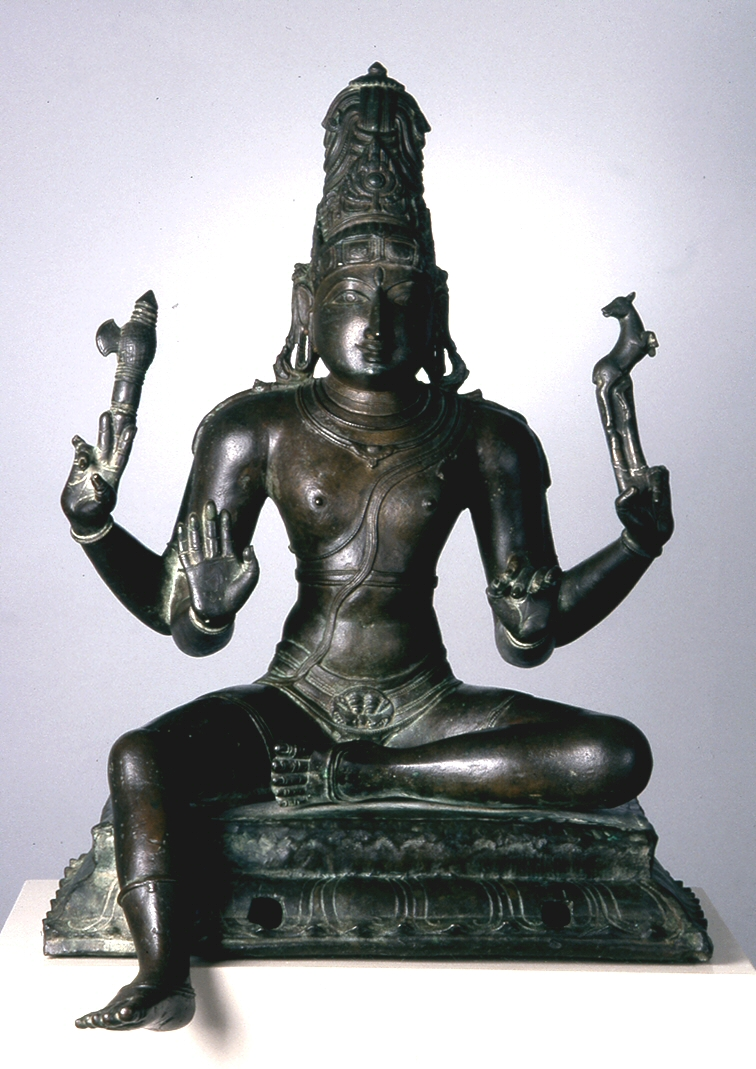
손에 도끼와 사슴을 들고 앉아 있는 시바.

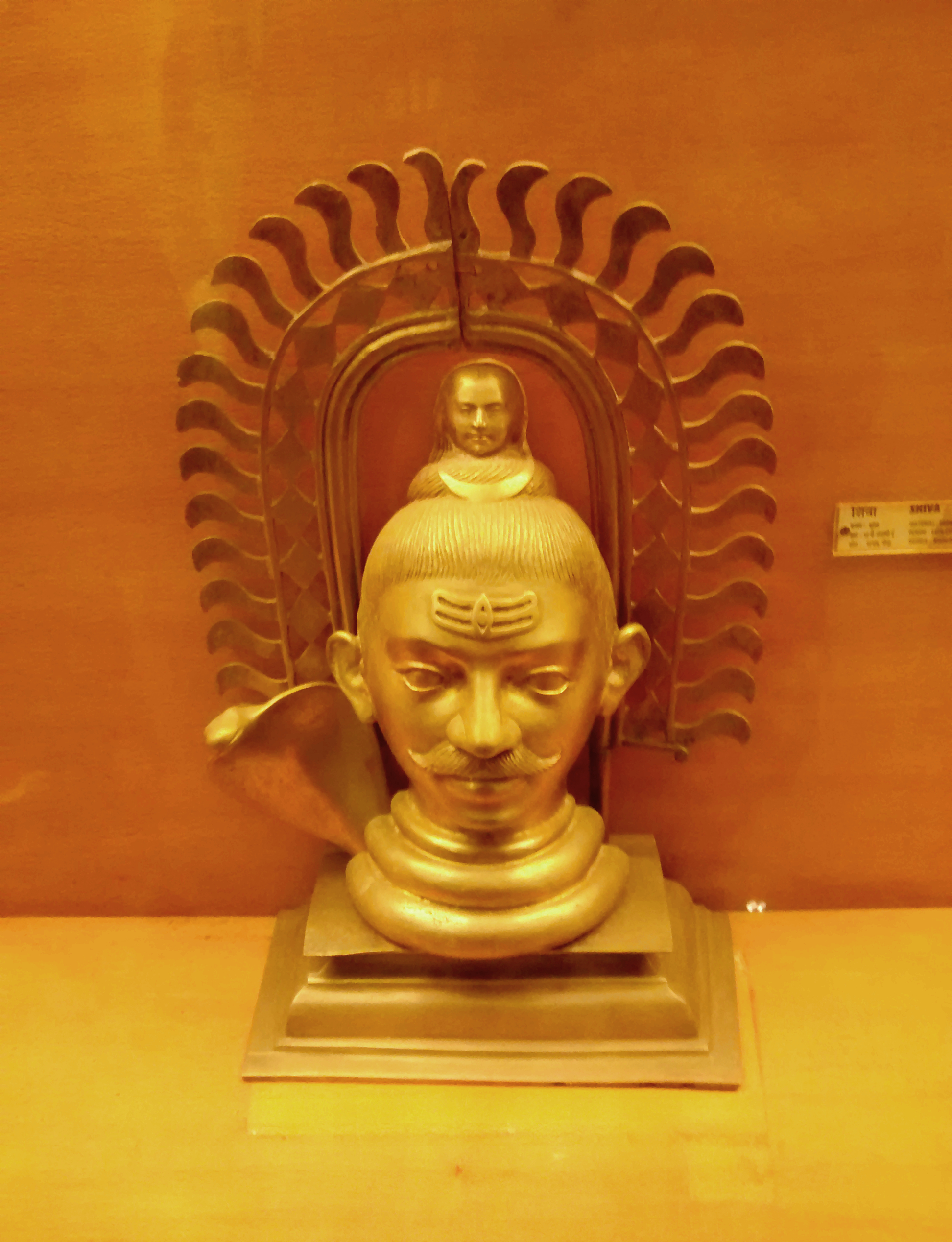
고아 고고학 박물관의 콧수염을 가진 시바.

- 세 번째 눈: 시바는 종종 세 번째 눈을 가진 것으로 묘사되며, 이 눈으로 그는 욕망(카마데바)을 재로 만들었다.[188] 이것은 여러 경전에서 "트리암바캄"(산스크리트어: त्र्यम्बकम्)이라고 불린다.[189] 고전 산스크리트어에서 앰바카라는 단어는 "눈"을 의미하며, 마하바라타에서 시바는 세 눈을 가진 것으로 묘사되므로, 이 이름은 때때로 "세 눈을 가진 자"로 번역된다.[190] 그러나 베다 산스크리트어에서 ambā 또는 ambikā라는 단어는 "어머니"를 의미하며, 이 단어의 초기 의미는 "세 어머니"라는 번역의 기초가 된다.[191][192] 이 세 어머니 여신들은 총칭하여 암비카라고 불린다.[193] 다른 관련 번역은 이 이름이 실제로는 루드라에게 바쳐진 제물을 의미하며, 일부 전통에 따르면 이 제물은 여신 암비카와 공유되었다는 생각에 기반한다.[194]
- 초승달: 시바는 머리에 초승달을 지니고 있다.[195] "머리 위에 달을 지닌 자"를 의미하는 찬드라셰카라(산스크리트어: चन्द्रशेखर – 찬드라 = "달"; śekhara = "정수리, 왕관")라는 별칭은[196][197][198] 이 특징을 나타낸다. 그의 머리에 달을 표준적인 도상학적 특징으로 배치하는 것은 루드라가 두각을 나타내어 주요 신인 루드라-시바가 된 시기로 거슬러 올라간다.[199] 이 연결의 기원은 달이 소마와 동일시되기 때문일 수 있으며, 리그베다에는 소마와 루드라가 함께 간청되는 찬가가 있고, 후기 문헌에서는 소마와 루드라가 서로 동일시되었으며, 소마와 달도 마찬가지였다.[200]
- 재: 시바의 도상학은 그의 몸이 재(바스마, 비부티)로 덮여 있음을 보여준다.[3][201] 재는 모든 물질적 존재가 덧없으며 결국 재가 된다는 점을 상기시키고, 영원한 자아와 영적 해방을 추구하는 것이 중요함을 나타낸다.[202][203]
- 엉킨 머리: 시바의 독특한 머리 모양은 "엉킨 머리를 가진 자"를 의미하는 자틴이라는 별칭,[204] 그리고 "엉킨 머리를 지닌"을 의미하는 카파르딘이라는 별칭으로 언급된다.[205] 또는 "조개껍데기 같은 방식으로 꼬인 머리카락을 착용한"을 의미한다.[206] 카파르다는 백화패 껍데기, 또는 조개껍데기 형태의 머리띠, 또는 더 일반적으로는 텁수룩하거나 곱슬거리는 머리카락을 의미한다.[207]
- 푸른 목: 닐라칸타라는 별칭(산스크리트어 नीलकण्ठ; nīla = "파란색", kaṇtha = "목").[208][209] 시바는 파괴적인 힘을 없애기 위해 사무드라 만타나에서 휘저어 나온 할라할라 독을 마셨기 때문이다. 그의 행동에 충격을 받은 파르바티는 그의 목을 조여 독이 우주 전체에 퍼지는 것을 막았고, 독은 시바의 위장에 있는 것으로 여겨진다. 그러나 독이 너무 강력하여 그의 목 색깔이 파란색으로 변했다.[210][211] 이 속성은 사람이 자신에게 욕설과 모욕을 가하는 자들을 축복하면서 평정심을 가지고 세속적인 독을 삼킴으로써 시바가 될 수 있음을 나타낸다.[212]
- 명상하는 요기: 그의 도상학은 종종 그가 요가 자세로 명상하는 모습으로 나타나며, 때로는 요가의 군주로서 상징적인 카일라스산에서 명상하기도 한다.[3]
- 성스러운 강가: "갠지스강의 운반자"를 의미하는 강가다라라는 별칭. 강가는 시바의 엉킨 머리카락에서 흘러나온다.[213][214] 이 나라의 주요 강 중 하나인 강가는 시바의 머리카락에 거처를 두었다고 한다.[215]
- 호랑이 가죽: 시바는 종종 호랑이 가죽 위에 앉아 있는 모습으로 나타난다.[3]
- 바수키: 시바는 종종 뱀 바수키를 목걸이처럼 두르고 있는 모습으로 나타난다. 바수키는 나가 왕 중 두 번째 왕(첫 번째는 비슈누의 탈것인 셰샤)이다. 전설에 따르면, 바수키는 시바에게 축복을 받아 사무드라 만타나 이후 그에게 장신구로 착용되었다.
- 삼지창: 시바는 보통 트리슐라라는 삼지창을 들고 다닌다.[3] 삼지창은 여러 힌두교 문헌에서 무기 또는 상징이다.[216] 상징으로서 트리슐라는 시바의 "창조자, 보존자, 파괴자"라는 세 가지 측면을 나타내거나,[217] 또는 사트바, 라자스, 타마스의 세 구나의 균형을 나타낸다.[218]
- 북: 모래시계 모양의 작은 북을 다마루라고 한다.[219][220] 이것은 나타라자로 알려진 유명한 춤추는 모습의 시바의 속성 중 하나이다.[221] 다마루-하스타(산스크리트어로 "다마루-손")라고 불리는 특정한 손 제스처(무드라)가 북을 잡는 데 사용된다.[222] 이 북은 특히 카팔리카 종파의 구성원들이 상징으로 사용한다.[223]
- 도끼(파라슈)와 사슴은 오디샤와 남인도의 시바상에서 시바의 손에 들려 있다.[224]
- 묵주: 그는 오른손에 묵주를 걸거나 들고 있는데, 일반적으로 루드락샤로 만들어져 있다.[3] 이것은 은총, 수도자의 삶, 명상을 상징한다.[225][226]
- 난디: 난디,(산스크리트어: नन्दिन् (난딘))는 시바의 탈것으로 사용되는 황소의 이름이다.[227][228] 시바와 소의 연관성은 그의 이름 파슈파티(산스크리트어: पशुपति)에 반영되어 있으며, 샤르마는 이를 "가축의 군주"로 번역했고,[229] 크람리슈는 "동물의 군주"로 번역하며, 특히 루드라의 별칭으로 사용된다고 언급한다.[230]
- 카일라스산: 카일라스산은 히말라야산맥에 있는 그의 전통적인 거처이다.[3][231] 힌두 신화에서 카일라스 산은 링감을 닮은 것으로 여겨지며, 우주의 중심을 나타낸다.[232]
- 가나: 가나들은 시바의 수행자들이며 카일라스에 살고 있다. 그들은 본성상 종종 부타가나 또는 유령의 무리라고 불린다. 일반적으로 자비롭지만, 그들의 주인이 침해당할 때를 제외하고는, 그들은 종종 신도를 대신하여 주님과 중재하도록 호출된다. 그의 아들 가네샤는 시바에 의해 그들의 지도자로 선택되었으므로, 가네샤의 칭호는 가나-이샤 또는 가나-파티, 즉 가나들의 군주"이다.[233]
- 바라나시: 바라나시(베나레스)는 시바가 특별히 사랑하는 도시로 여겨지며, 인도의 가장 성스러운 순례지 중 하나이다. 종교적인 맥락에서는 카시라고 불린다.[234]

## 형태와 묘사
시바는 종종 모호함과 역설의 속성을 구현하는 것으로 묘사된다. 그의 묘사는 사나움과 순수함을 포함한 대조적인 주제로 특징지어진다. 이러한 이중성은 그에게 부여된 다양한 별칭과 힌두 신화에서 그의 인격을 묘사하는 풍부한 이야기의 태피스트리에서 볼 수 있다.

### 파괴자와 은인
야주르베다에는 악성 또는 무서운(산스크리트어: rudra) 형태와 온화하거나 상서로운(산스크리트어: śiva) 형태의 두 가지 대조적인 속성이 모두 발견되며, 차크라바르티는 "후대의 복잡한 루드라-시바 종파를 만든 모든 기본 요소가 여기에 있다"고 결론 내린다. 마하바라타에서 시바는 "무적, 힘, 공포의 표준"뿐만 아니라 명예, 기쁨, 광휘의 인물로 묘사된다.
시바의 두려움과 상서로움의 속성 사이의 이중성은 대조되는 이름으로 나타난다. 루드라라는 이름은 시바의 무시무시한 측면을 반영한다. 전통적인 어원에 따르면, 산스크리트어 루드라는 "울부짖다, 짖다"를 의미하는 어근 rud-에서 파생되었다. 스텔라 크람리슈는 형용사 형태 raudra와 연결된 다른 어원을 언급하는데, 이는 "야만적인, 루드라적인 본성의"를 의미하며, 루드라라는 이름을 "야만적인 자" 또는 "사나운 신"으로 번역한다. R. K. 샤르마는 이 대체 어원을 따라 이름을 "끔찍한"으로 번역한다. 하라는 시바 사하스라나마의 아누샤사나파르반 버전에 세 번 나오는 중요한 이름으로, 매번 다른 방식으로 번역되며, 해석을 반복하지 않는 주석 전통을 따른다. 샤르마는 세 가지를 "매혹하는 자", "통합하는 자", "파괴하는 자"로 번역한다. 크람리슈는 이를 "약탈자"로 번역한다. 시바의 또 다른 무시무시한 형태는 "시간"과 마하칼라 "위대한 시간"이며, 이는 궁극적으로 모든 것을 파괴한다. 시간이라는 이름은 시바 사하스라나마에 나타나며, 람 카란 샤르마는 이를 "(시간의 최고 군주)"로 번역한다. 바이바라 "끔찍한" 또는 "무시무시한"은 멸망과 관련된 무시무시한 형태이다. 대조적으로, "샹카라", "유익한" 또는 "행복을 주는"이라는 이름은 그의 온화한 형태를 반영한다. 이 이름은 위대한 베단타 학파 철학자 샹카라( 788 – 경 820경)에 의해 채택되었으며, 그는 샹카라차리야라고도 알려져 있다. 샴부(산스크리트어: शम्भु swam-그 자체로; bhu-불타다/빛나다) "스스로 빛나는/자체적으로 빛나는"이라는 이름도 이 온화한 측면을 반영한다.

### 금욕주의자와 가장
시바는 금욕적인 요기이자 가장(그리하스타)으로 묘사되는데, 이 역할들은 힌두 사회에서 전통적으로 상호 배타적이었다. 요기로 묘사될 때, 그는 앉아서 명상하는 모습으로 나타날 수 있다. 그의 별칭인 마하요기("위대한 요기: Mahā = "위대한", 요기 = "요가를 수행하는 자")는 요가와의 연관성을 나타낸다. 베다 종교가 주로 제물을 중심으로 생각되었던 반면, 인도 서사시 시대에 고행, 요가, 금욕주의 개념이 더욱 중요해졌고, 철학적 고립 속에서 앉아 있는 금욕적인 시바의 묘사는 이러한 후기 개념을 반영한다.
가족을 가진 가장으로서, 그는 아내 파르바티와 두 아들 가네샤와 카르티케야를 두고 있다. 그의 별칭인 우마파티("우마의 남편")는 이러한 생각을 나타내며, 샤르마는 같은 의미를 가진 이 이름의 두 가지 다른 형태인 우마칸타와 우마다바도 사하스라나마에 나타난다고 언급한다. 서사시 문학에서 우마는 자비로운 파르바티를 포함한 많은 이름으로 알려져 있다. 그녀는 데비, 신성한 어머니; 샤크티(신성한 에너지)뿐만 아니라 트리푸라 순다리, 두르가, 칼리, 카마크시 및 미나크시와 같은 여신들과 동일시된다. 시바의 배우자들은 그의 창조적인 에너지의 원천이다. 그들은 이 우주에 대한 시바의 역동적인 확장성을 나타낸다. 그의 아들 가네샤는 장애물을 제거하는 자, 시작의 군주, 장애물의 군주로서 인도와 네팔 전역에서 숭배된다. 카르티케야는 남인도(특히 타밀나두주, 케랄라주, 카르나타카주)에서 수브라마냐, 수브라마니안, 산무간, 스와미나탄, 무루간이라는 이름으로 숭배되며, 북인도에서는 스칸다, 쿠마라, 카르티케야라는 이름으로 숭배된다.
일부 지역 신들은 시바의 자녀로도 식별된다. 한 이야기에 따르면, 시바는 비슈누의 여성 아바타인 모히니의 아름다움과 매력에 유혹되어 그녀와 자손을 낳는다. 이 결합의 결과로 지역 신인 아이야판과 아이야나르와 동일시되는 샤스타가 태어난다. 에르나쿨람 교외 케랄라주에서는 비슈누마야라는 신이 시바의 후손으로 알려져 있으며 지역 구마 의식에서 호출되지만, 이 신은 힌두 신화에서는 추적할 수 없으며 "막연히 중국적인" 스타일의 의식을 가진 지역 전통일 수 있다고 살레토레는 말한다. 일부 전통에서 시바는 뱀 여신 마나사와 아쇼카순다리와 같은 딸들을 가지고 있다. 도니거에 따르면, 두 지역 이야기에서는 악마 안다카와 잘란다라를 시바의 자녀로 묘사하며, 그들은 시바와 전쟁을 벌이다가 나중에 시바에게 파괴된다.

### 도상학적 형태

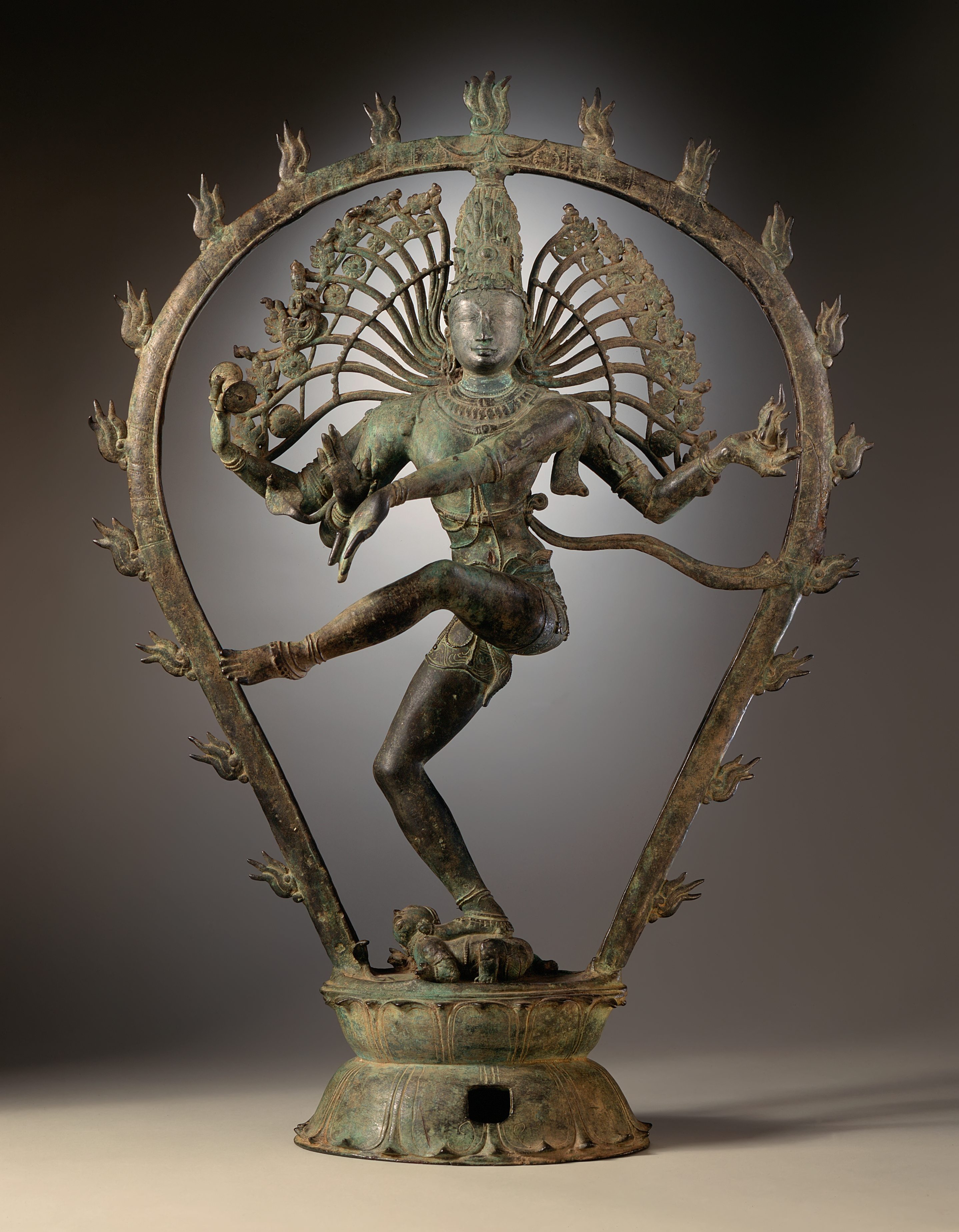
촐라 왕조의 시바가 나타라자로 춤추는 모습을 묘사한 조각상(로스앤젤레스 카운티 미술관)

나타라자(산스크리트어 नटराज; Naṭarāja)로 묘사된 시바는 "춤의 군주"로서의 시바의 한 형태(무르티)이다. 나르타카("춤꾼")와 니티아나르타("영원한 춤꾼")라는 이름은 시바 사하스라나마에 나타난다. 춤과 음악과의 그의 연관성은 푸라나 시대에 두드러진다. 나타라자라는 특정 도상학적 형태 외에도, 다양한 다른 유형의 춤 형태(산스크리트어: nṛtyamūrti)가 인도 전역에서 발견되며, 특히 타밀나두주에는 잘 정의된 다양한 형태가 많다. 춤의 가장 일반적인 두 가지 형태는 탄다바로, 나중에 세계의 파괴와 관련된 칼라-마하칼라로서 강력하고 남성적인 춤을 의미하게 되었다. 세계나 우주가 파괴되어야 할 때, 시바는 탄다바를 통해 그렇게 하며, 라시아는 우아하고 섬세하며 부드러운 수준에서 감정을 표현하며 여신 파르바티에게 귀속되는 여성적인 춤으로 간주된다. 라시아는 탄다바의 여성적 대응물로 간주된다. 탄다바-라시아 춤은 세계의 파괴-창조와 관련이 있다.
닥시나무르티(산스크리트어 दक्षिणामूर्ति; Dakṣiṇāmūrti, "[남쪽을 향한] 형태")는 시바가 요가, 음악, 지혜의 스승이자 샤스트라에 대한 해설을 제공하는 측면을 나타낸다. 닥시나무르티는 사슴 왕좌에 앉아 지시를 받는 현자들에게 둘러싸인 인물로 묘사된다. 닥시나무르티의 인도 예술 묘사는 주로 타밀나두주에 국한되어 있다.
빅샤타나(산스크리트어 भिक्षाटन; Bhikṣāṭana, "구걸을 위해 떠돌아다니는, 구걸")는 시바를 신성한 의료인으로 묘사한다. 그는 장신구로 장식된 벌거벗은 네 팔을 가진 남자로 묘사되며, 손에 구걸 그릇을 들고 악마의 시종들이 뒤따른다. 그는 비라바로서의 브라만 살해에 대한 그의 참회와 데오다르 숲에서 현자들과 그들의 아내들과의 만남과 관련이 있다.
트리푸란타카(산스크리트어: त्रिपुरांतक; Tripurāntaka, "트리푸라의 끝내는 자")는 아수라들의 세 도시(트리푸라)를 파괴한 것과 관련이 있다. 그는 네 개의 팔을 가지고 있으며, 위쪽 두 팔은 도끼와 사슴을 들고 있고, 아래쪽 두 팔은 활과 화살을 들고 있다.
아르다나리슈바라(산스크리트어: अर्धनारीश्वर; Ardhanārīśvara, "반은 여성인 군주")는 파르바티와 시바의 결합 형태이다. 아르다나리슈바라는 몸의 절반은 남성, 나머지 절반은 여성으로 묘사된다. 아르다나리슈바라는 우주의 남성적 에너지와 여성적 에너지(푸루샤와 프라크리티)의 합성을 나타내며, 신의 여성적 원리인 샤크티가 시바, 신의 남성적 원리와 분리될 수 없는(또는 일부 해석에 따르면 동일한) 관계임을 보여준다.
칼야나순다라-무르티(산스크리트어 कल्याणसुन्दर-मूर्ति, 문자 그대로 "아름다운 결혼의 상징")는 시바와 파르바티의 결혼을 묘사한다. 이 신성한 부부는 종종 전통 힌두 결혼식 의식에서 파니그라하나(산스크리트어 "손을 받아들이는") 의식을 행하는 모습으로 묘사된다. 이 무르티의 가장 기본적인 형태는 시바와 파르바티만을 함께 나타내지만, 더 정교한 형태에서는 파르바티의 부모를 포함한 다른 인물들, 그리고 신들(종종 비슈누와 락슈미가 파르바티의 부모로, 브라흐마가 집례 사제로, 그리고 다양한 다른 신들이 수행원이나 손님으로 서 있다)이 동반된다.
소마스칸다는 시바, 파르바티, 그리고 그들의 아들 스칸다(카르티케야)를 묘사한 것으로, 팔라바 왕조 시대의 남인도에서 인기가 많았다.
아스타무르티(산스크리트어: अष्टमूर्ति)는 루드라, 샤르바, 파슈파티, 우그라, 아샤니, 바바, 마하데바, 이샤나 등 여덟 가지 속성으로 구성된 시바의 도상학적 묘사로, 이 중 일부는 아래에 설명된 판차나나와 겹친다.
판차나나(산스크리트어: पञ्चानन), 판차브라흐마라고도 불리며, 창조(스리스티), 보존(스티티), 파괴(삼하라), 숨겨진 은혜(티로바바), 드러내는 은혜(아누그라하)라는 시바의 다섯 가지 신성한 활동(판차크리티아)에 해당하는 다섯 얼굴을 가진 시바의 형태이다. 다섯은 시바에게 신성한 숫자이다. 그의 가장 중요한 만트라 중 하나는 다섯 음절로 이루어져 있다(나마 슈바야).
| - 사드요자타 - 바마데바 - 아고라 - 탓푸루샤 - 이샤나 |

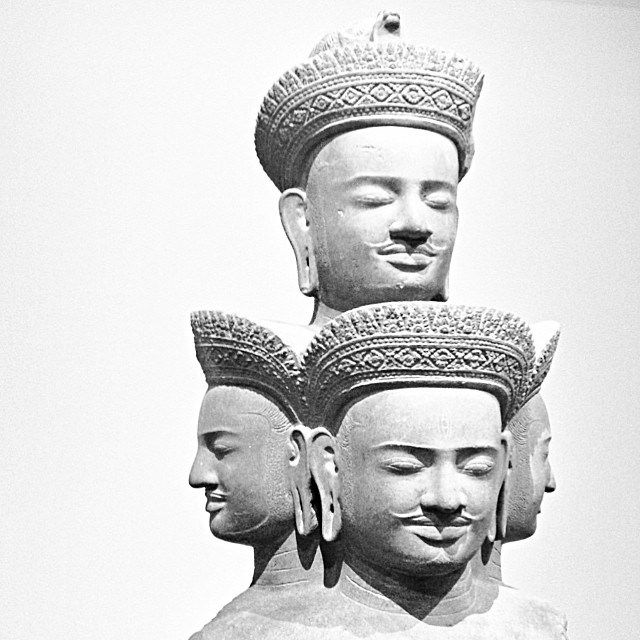
10세기 캄보디아의 다섯 얼굴 시바, 사다시바

시바의 몸은 다섯 가지 만트라로 구성되어 있다고 하는데, 이를 판차브라흐만이라고 한다. 신의 형태로서, 이들 각각은 고유한 이름과 뚜렷한 도상학적 특징을 가지고 있다. 이들은 시바의 다섯 얼굴로 표현되며, 다양한 텍스트에서 다섯 가지 요소, 다섯 가지 감각, 다섯 가지 지각 기관, 그리고 다섯 가지 행동 기관과 연관된다. 교리적 차이와, 아마도 전파 과정의 오류로 인해, 이 다섯 가지 형태가 다양한 속성과 어떻게 연결되는지에 대한 세부 사항에서 텍스트마다 일부 차이가 발생했다. 이러한 연관성의 전반적인 의미는 스텔라 크람리슈에 의해 요약되었다.
이러한 초월적인 범주들을 통해, 궁극적인 실재인 시바는 존재하는 모든 것의 효율적이고 물질적인 원인이 된다.

판차브라흐마 우파니샤드에 따르면:
현상계의 모든 것을 오중적인 성격을 가진 것으로 알아야 한다. 왜냐하면 시바의 영원한 진실이 오중 브라흐만의 성격을 지니기 때문이다. (판차브라흐마 우파니샤드 31)

마니카바사카르의 티루바사감 찬가에서, 그는 나타라자 사원, 치담바람이 촐라 왕조 이전 시대에 이미 추상적인 또는 '우주적인' 상징주의를 가지고 있었으며, 이는 다섯 가지 요소(판차 부타), 즉 에테르와 연결되어 있었다고 증언한다. 나타라자는 브라흐만의 중요한 시각적 해석이자 시바의 춤 자세이다. 샤라다 스리니바산은 나타라자가 시바 시단타 문헌인 쿤치탕그림 바제에서 사트시타난다("존재, 의식, 지복")로 묘사되어 샹카라의 불이일원론 교리, 즉 "개별 자아(지바)와 최고 자아(파라마트만)가 하나임을 주장하는 '추상적 일원론'"과 유사하다고 언급하며, "마니카바차카르의 나타라자에게 바치는 초기 찬가는 산스크리트어 '치트' 대신 타밀어 '오르 우나베'를 사용하여 그를 단일한 최고 의식과 동일시한다"고 덧붙인다. 이것은 "중세 인도"에서 사상적 "삼투"를 시사할 수 있다고 스리니바산은 말한다.

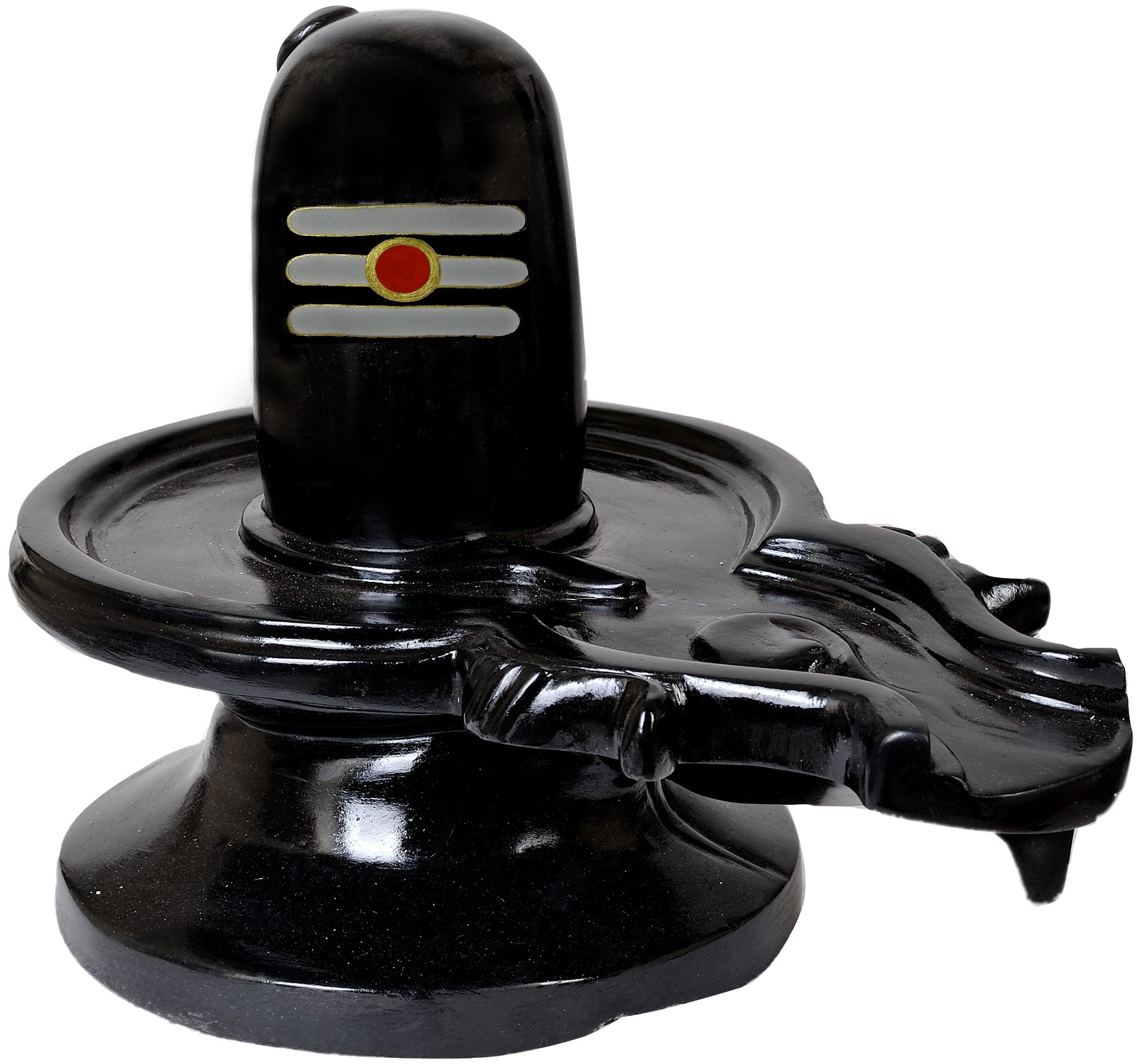
시바 링감과 트리푼드라

### 링감
링가 푸라나는 "시바는 표징이 없고, 색깔, 맛, 냄새가 없으며, 말이나 접촉을 넘어선, 특성 없고, 움직이지 않으며 변하지 않는다"고 말한다. 우주의 근원은 표징이 없는 것이며, 우주 전체는 드러난 링가, 즉 변치 않는 원리와 끊임없이 변하는 본성의 결합이다. 링가 푸라나와 시바 기타 문헌은 이 기초 위에 세워진다. 링가는, 알랭 다니엘루에 따르면, 표징을 의미한다. 이는 힌두교 문헌에서 중요한 개념으로, 링가는 누군가 또는 어떤 것의 드러난 표징이자 본성을 의미한다. 이는 보이지 않는 표징 없고 존재하는 원리로서 무형이거나 링가 없는 브라흐만 개념과 함께 나타난다.
슈베타슈바타라 우파니샤드는 링감의 세 가지 의미 중 첫 번째 의미를 "불멸의 푸루샤", 즉 절대 현실로 규정하며, 여기서 링가를 "표징"으로, 브라흐만의 존재를 확실히 추론할 수 있는 표식으로 보고, 따라서 원래 의미는 "표징"이라고 말한다. 또한 "시바, 최고 군주는 리우가(liūga)가 없다"고 말하는데, 리우가(산스크리트어: लिऊग IAST: liūga)는 시바가 초월적이며, 어떤 특성, 특히 성별의 표징을 넘어선다는 것을 의미한다.
시바의 인류형상 외에도 그는 링감의 비인류형상으로도 표현된다. 이들은 다양한 디자인으로 묘사된다. 일반적인 형태는 가장자리가 있는 원반 모양의 물체인 요니의 중앙에 수직으로 둥근 기둥 형태로 되어 있으며, 이는 여신 샤크티의 상징이다. 시바 사원에서 링가는 일반적으로 성소에 존재하며, 우유, 물, 꽃잎, 과일, 신선한 잎, 쌀과 같은 봉헌 제물의 초점이 된다. 모니에르 윌리엄스와 유딧 그린버그에 따르면, 링가는 문자 그대로 '표시, 기호 또는 상징'을 의미하며, "다른 어떤 것의 존재를 신뢰할 수 있게 추론할 수 있는 표시 또는 기호"를 의미하기도 한다. 이는 시바에 의해 상징되는 자연에 내재된 재생적인 신성한 에너지를 암시한다.
웬디 도니거와 같은 일부 학자들은 링가를 단순히 남근 상징으로 보지만, 비베카난다, 시바난다 사라스와티, 스텔라 크람리슈, 스와미 아게하난다 바라티, S. N. 발라간가다라를 포함한 다른 이들은 이 해석을 비판한다. 모리츠 윈터니츠에 따르면, 시바 전통의 링가는 "시바에 구현된 자연의 생산적이고 창조적인 원리의 상징일 뿐"이며, 어떤 음란한 남근 숭배의 역사적 흔적도 없다. 시바난다 사라스와티에 따르면, 호기심 많고 불순한 이해력이나 지능을 가진 서양인들은 시바 링감을 음경이나 성기로 잘못 간주한다. 나중에 시바난다 사라스와티는 이것이 심각한 실수일 뿐만 아니라 큰 잘못이라고 언급한다.
링감 숭배는 아타르바베다 삼히타에 실린 야즈나 기둥(Yupa-Stambha)을 찬양하는 유명한 찬가에서 유래했다. 이 찬가에는 시작도 끝도 없는 스탐바 또는 스캄바에 대한 묘사가 있으며, 이 스캄바가 영원한 브라흐만을 대신하고 있음이 나타난다. 야즈나 불, 그 연기, 재, 불꽃, 소마 식물, 그리고 베다 제물을 위한 나무를 등에 지고 다니던 황소가 시바의 몸의 광채, 그의 황갈색 엉킨 머리, 그의 푸른 목, 그리고 황소를 탄 시바의 개념으로 대체되었듯이, 야즈나 기둥은 시간이 지나 시바-링가로 대체되었다. 링가 푸라나 텍스트에서는 같은 찬가가 이야기 형태로 확장되어 위대한 스탐바의 영광과 마하데바로서의 시바의 우월성을 확립하려 한다.
시바의 상징으로 알려진 가장 오래된 고고학적 링가는 기원전 3세기의 구디말람 링감이다. 시바파 순례 전통에서 시바의 12개 주요 사원은 "빛의 링가"를 의미하는 조티를링가라고 불리며, 인도 전역에 위치한다.

### 아바타
푸라나 경전에는 가끔 "안쉬" 즉 '시바의 부분 또는 아바타'에 대한 언급이 있지만, 시바의 아바타 개념은 시바파에서 보편적으로 받아들여지지 않는다. 링가 푸라나는 시바의 28가지 형태를 언급하며, 때로는 아바타로 간주되지만, 이러한 언급은 흔치 않으며 시바파에서 시바의 아바타는 비슈누파의 비슈누 아바타 개념에 비해 상대적으로 드물다.
일부 비슈누파 문헌은 시바를 푸라나의 등장인물들과 존경심을 담아 연결한다. 예를 들어, 하누만 찰리사에서 하누만은 시바의 열한 번째 아바타로 식별된다. 바가바타 푸라나와 비슈누 푸라나는 현자 두르바사를 시바의 일부라고 주장한다. 일부 중세 시대 작가들은 불이일원론 철학자인 샹카라를 시바의 화신이라고 불렀다.

## 축제
매 음력 월의 13일 밤/14일 낮에 시바라트리가 있지만, 일 년에 한 번 늦겨울(2월/3월)에 봄이 오기 전에 마하 시바라트리("위대한 시바의 밤")가 열린다.
마하 시바라트리는 주요 힌두교 축제이지만, 엄숙하며 신학적으로 삶과 세상의 "어둠과 무지를 극복함"을 기억하고, 존재의 양극성, 시바, 그리고 인류에 대한 헌신에 대해 명상하는 것을 의미한다. 이 축제는 시바 관련 시를 낭송하고, 기도를 외우고, 시바를 기억하고, 금식하고, 요가를 하며, 절제, 정직, 타인에 대한 비폭력, 용서, 성찰, 자기 회개, 시바 발견과 같은 윤리 및 미덕에 대해 명상하며 지켜진다. 열렬한 신자들은 밤새 깨어 있다. 다른 이들은 시바 사원 중 한 곳을 방문하거나 조티를링감 사원으로 순례를 떠난다. 사원을 방문하는 사람들은 링가에 우유, 과일, 꽃, 신선한 잎, 과자를 바친다. 일부 공동체에서는 시바를 춤의 군주로 기념하기 위해 개인 및 단체 공연으로 특별한 춤 행사를 조직한다. 존스와 라이언에 따르면, 마하 시바라트리는 고대 힌두교 축제로, 아마도 5세기경에 시작되었을 것이다.
시바 숭배와 관련된 또 다른 주요 축제는 카르티크 푸르니마로, 시바의 승리를 기념하는 것이다. 이는 트리푸라수라로 알려진 세 악마에 대한 시바의 승리를 기념한다. 인도 전역에서 다양한 시바 사원은 밤새도록 불을 밝힌다. 일부 지역에서는 시바상이 행진한다.
티루바티라는 케랄라에서 시바에게 헌정된 축제이다. 이 날 파르바티가 오랜 고행 끝에 시바를 만나 시바가 그녀를 아내로 맞이했다고 전해진다. 이 날 힌두 여성들은 티루바티라 파투(파르바티와 시바의 애정에 대한 갈망과 고행에 대한 민요)에 맞춰 티루바티라칼리를 공연한다.
시바 숭배와 관련된 지역 축제로는 마두라이에서 4월/5월경에 열리는 치티라이 축제가 있으며, 이는 남인도에서 가장 큰 축제 중 하나로, 미낙시(파르바티)와 시바의 결혼을 기념한다. 이 축제는 비슈누가 그의 누이 미낙시를 시바에게 결혼시키는 것을 포함하므로, 비슈누파와 시바파 공동체가 함께 축하한다.
일부 샤크티즘 관련 축제는 주신이자 최고 여신으로 간주되는 여신과 함께 시바를 숭배한다. 여기에는 안나푸르나와 관련된 안나쿠타와 두르가와 관련된 축제들이 포함된다. 히말라야 지역, 예를 들어 네팔, 그리고 북인도, 중인도, 서인도에서는 장마철에 소녀와 여성들이 여신 파르바티를 기리며 티지 축제를 기념하는데, 이는 그룹 노래, 춤, 파르바티-시바 사원에서 기도를 올리는 것으로 이루어진다.
인도 이슬람 지배 기간 동안 전사 금욕주의자가 된 시바와 관련된 금욕주의, 베다, 탄트라 하위 전통들은 쿰브 멜라 축제를 기념한다. 이 축제는 12년마다 한 번씩 열리며, 인도 내 네 개의 순례지에서 3년 간격으로 다음 장소로 이동한다. 가장 큰 축제는 프라야그라지(무굴 통치 시대에 알라하바드로 개명됨)에서 열리며, 수백만 명의 다양한 전통을 가진 힌두교도들이 갠지스강과 야무나강의 합류 지점에 모인다. 힌두교 전통에서 시바와 관련된 금욕적인 전사들(나가스)은 먼저 상감에 들어가 목욕하고 기도하며 행사를 시작하는 영예를 얻는다.
파키스탄의 우메르콧 지구에 있는 우메르콧 시바 만디르에서는 큰 시바라트리 축제가 열린다. 사원에서 열리는 사흘간의 시바라트리 축제에는 약 25만 명이 참여한다.

## 인도 아대륙과 힌두교 너머

### 인도네시아

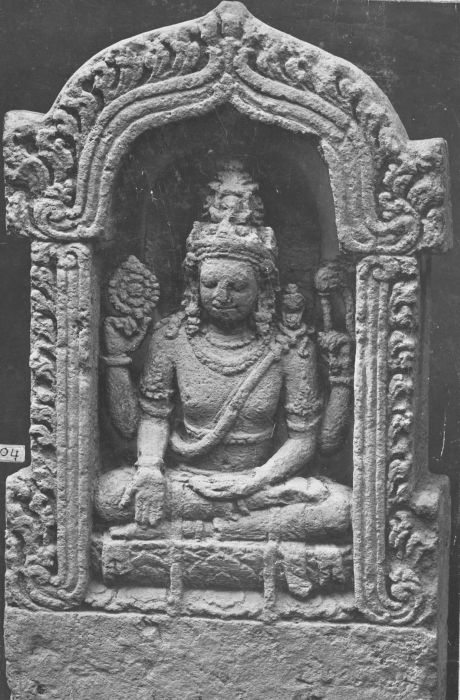
인도네시아 자와섬 디엥고원의 시바 조각상

인도네시아 시바파에서 시바의 대중적인 이름은 산스크리트어 바타라카(Bhattāraka, "고귀한 군주"를 의미)에서 파생된 바타라 구루이다. 그는 인도 인도 아대륙의 시바의 다크시나무르티 측면을 반영하는 인도네시아 힌두교 텍스트에서 모든 구루들의 첫 번째 정신적 스승으로 개념화된다. 그러나 바타라 구루는 인도 시바보다 더 많은 측면을 가지고 있는데, 인도네시아 힌두교도들이 그들의 영혼과 영웅들을 그와 혼합했기 때문이다. 동남아시아에서 바타라 구루의 아내는 고대부터 인기가 많았던 동일한 힌두교 신 두르가이며, 그녀 또한 우마, 스리, 칼리 등 다양한 이름으로 시각화된 자비롭고 맹렬한 발현을 가진 복잡한 성격을 가지고 있다. 힌두교 경전(베다나 푸라나)과는 대조적으로, 자바 인형극(와양) 책에서는 바타라 구루가 세계 시스템을 규제하고 창조하는 신들의 왕이다. 인형극사들이 참고하는 고전 서적에는 상향 마니크마야 또는 바타라 구루가 상향 퉁갈에 의해 반짝이는 빛에서 창조되었으며, 이스마야의 기원인 검은 빛과 함께 창조되었다고 한다. 시바는 자비로운 형태로는 사다시바, 파라마시바, 마하데바라고 불렸으며, 맹렬한 형태로는 칼라, 바이바라, 마하칼라라고 불렸다.
인도네시아 힌두교 문헌은 인도 아대륙에서 발견되는 시바파 전통의 다양한 철학적 다양성을 제시한다. 그러나 현대까지 전해지는 문헌 중에서는 시바 시단타(현지에서는 시와 시단타, 스리단타라고도 불림)가 더 흔하다.
자와섬의 이슬람 이전 시대에는 시바파와 불교가 매우 가깝고 동맹적인 종교로 여겨졌지만, 동일한 종교는 아니었다. 중세 시대 인도네시아 문학에서는 부처를 시와(시바) 및 자나르다나(비슈누)와 동일시한다. 이 전통은 현대 인도네시아의 주로 힌두교도인 발리에서도 계속되는데, 부처는 시바의 남동생으로 간주된다.

### 중앙아시아
시바 숭배는 에프탈 제국과 쿠샨 제국의 영향으로 중앙아시아에서 인기를 얻었다. 시바교는 또한 제르바샨 강변의 펜지켄트 벽화에서 발견된 바와 같이 소그디아와 유전왕국에서도 인기가 있었다. 이 묘사에서 시바는 신성한 후광과 성스러운 실(야즈노파비타)을 가진 것으로 묘사된다. 그는 호랑이 가죽을 입고 있으며 그의 수행원들은 소그드 의상을 입고 있다. 단단오일릭의 한 패널은 그의 삼위일체 형태의 시바와 오른쪽 허벅지에 무릎을 꿇은 샤크티를 보여준다. 타클라마칸 사막의 또 다른 유적지에서는 그가 네 다리를 가지고 두 황소가 받치는 쿠션이 있는 의자에 가부좌 자세로 앉아 있는 모습이 묘사되어 있다. 조로아스터교의 바람의 신 바유-바타가 시바의 도상학적 모습을 취했다는 점도 주목된다.

### 시크교
구루 그란트 사히브의 자푸지 사히브는 "구루는 시바이고, 구루는 비슈누이자 브라흐마이다; 구루는 파르바티이자 락슈미이다."라고 말한다. 같은 장에서 또한 "시바가 말하고, 싯다는 듣는다."라고 말한다. 다삼 그란트에서 구루 고빈드 싱은 루드라의 두 화신인 다타트레야 화신과 파라스나트 화신을 언급했다.

### 불교

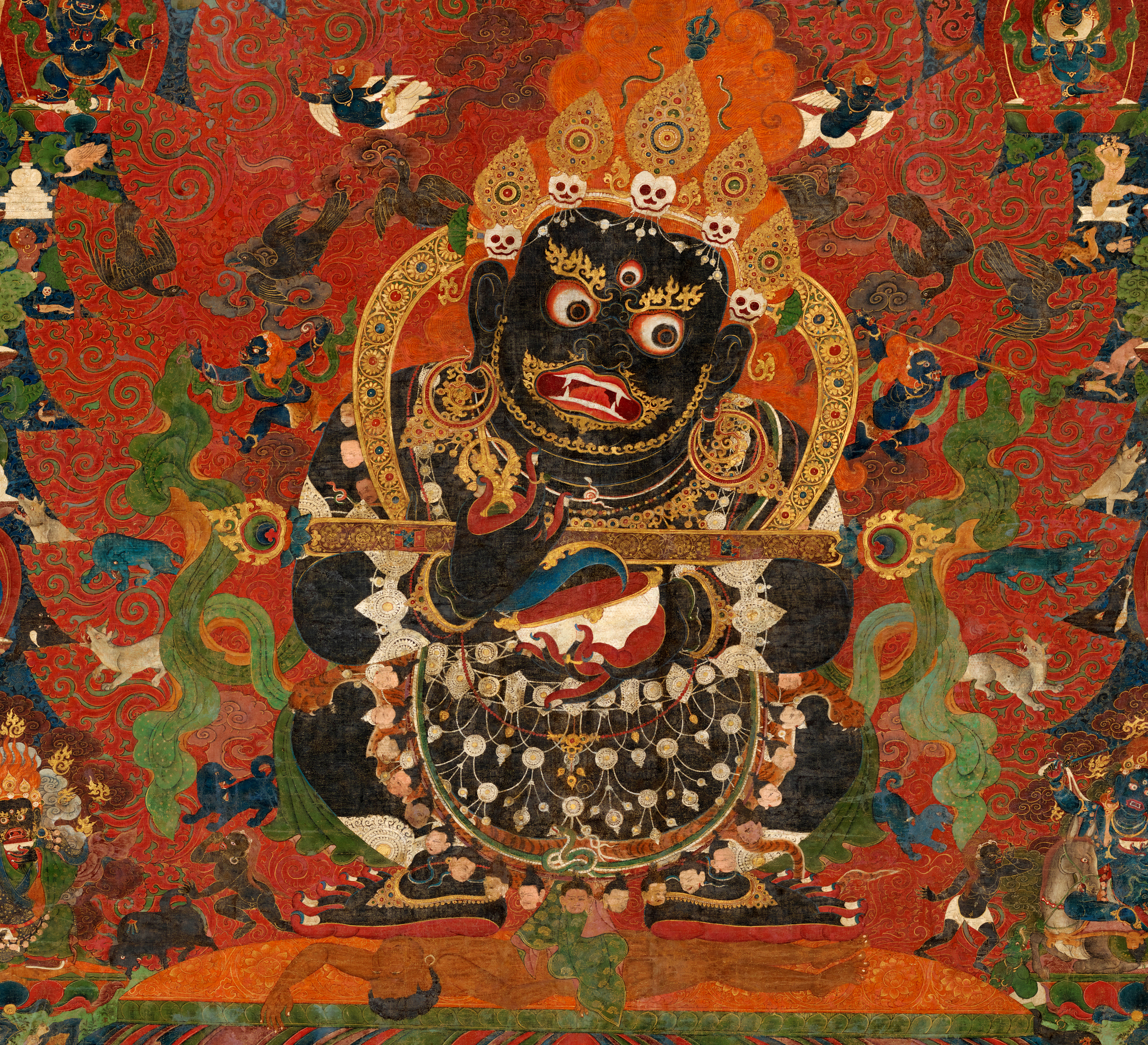
마하칼라, c. 1500년 티베트 탕카

시바는 불교 탄트라에 언급되며, 바즈라야나, 중국 밀교, 티베트 불교에서 맹렬한 신 마하칼라로 숭배된다. 불교 탄트라의 우주론에서 시바는 수동적으로 묘사되며, 샤크티는 그의 능동적인 상대이다. 시바는 반야, 샤크티는 방편으로 묘사된다.
대승불교에서 시바는 아카니슈타 데발로카에 사는 데바인 마헤슈바라로 묘사된다. 테라바다 불교에서 시바는 가마디아투의 여섯 번째 천국에 거주하는 데바인 제석천으로 묘사된다. 바즈라야나 불교에서 시바는 호법신인 마하칼라로 묘사된다. 대부분의 불교 형태에서 시바의 위치는 마하브라흐마나 제석천보다 낮다. 대승불교 텍스트에서 시바(마헤슈바라)는 바스메슈바라 부처("재의 부처")라고 불리는 부처가 된다.
중국과 타이완에서 시바는 마헤슈바라(중국어: 大自在天; 한어병음: Dàzìzàitiān; 또는 중국어: 摩醯首羅天 한어병음: Móxīshǒuluótiān)로 더 잘 알려져 있으며, 불교 다르마를 보호하기 위해 나타나는 호법신 그룹인 20제천(중국어: 二十諸天, 한어병음: Èrshí Zhūtiān) 또는 24제천(중국어: 二十四諸天, 한어병음: Èrshísì zhūtiān) 중 하나로 간주된다. 그의 조각상은 종종 중국 불교 사찰의 대웅전에 다른 천들과 함께 봉안된다. 신장 위구르 자치구의 키질 동굴에는 벽화를 통해 불교 사원 내 시바를 묘사하는 수많은 동굴이 있다. 또한, 그는 묘법연화경에서 아발로키테슈바라의 33가지 현현 중 하나로도 간주된다. 대승불교의 불교의 우주론에서 마헤슈바라는 아카니슈타에 거주하는데, 이는 순수 거처 중 가장 높은 곳으로, 아라한의 길을 걷고 있는 아나아미("비재림자")들이 태어나 깨달음을 얻는 곳이다.
일본의 칠복신 중 하나인 대흑천은 시바에서 진화한 것으로 여겨진다. 이 신은 일본에서 가정의 신으로서 높은 지위를 누리며, 재물과 행운의 신으로 숭배된다. 이 이름은 시바의 불교 이름인 마하칼라의 일본어 등가어이다.
시바는 혼합되어 동아시아 불교의 불교 신들과 함께 나타났다
- 대흑천은 일본의 시바-오오쿠니누시 융합 신이다.[377]
- 부동명왕은 중국과 일본 모두에서 시바를 각색한 맹렬한 형태이다.[378]
- 중국 불교 데바로 묘사된 시바상, 저장성 푸퉈산 관음법계

## 대중 문화에서
현대 문화에서 시바는 예술, 영화, 책에서 묘사된다. 그는 "멋진 것들의 신"이자 "진정한 록 영웅"으로 언급된다. 인기 있는 영화 중 하나는 1967년 칸나다어 영화 간게 고우리였다.
1990년대 DD 내셔널의 텔레비전 시리즈인 옴 나마 시바야 (1997년 TV 시리즈) 또한 시바의 전설을 바탕으로 제작되었다. 아미쉬 트리파티의 2010년 저서 시바 삼부작은 백만 부 이상 팔렸다. 라이프 오케이 채널의 시바에 대한 텔레비전 드라마인 데본 케 데브...마하데브(2011-2014)는 인기가 절정에 달했을 때 가장 많이 시청된 프로그램 중 하나였다. 또 다른 인기 영화는 2022년 구자라트어 영화 하르 하르 마하데브였다.

## 같이 보기
- 시바 사원

### 설명주
1. ↑  This is the source for the version presented in Chidbhavananda, who refers to it being from the Mahabharata but does not explicitly clarify which of the two Mahabharata versions he is using. See Chidbhavananda 1997, 5쪽.
2. ↑  Temporal range for Mesolithic in South Asia is from 12000 to 4000 years before present. The term "Mesolithic" is not a useful term for the periodisation of the South Asian Stone Age, as certain tribes in the interior of the Indian subcontinent retained a Mesolithic culture into the modern period, and there is no consistent usage of the term. The range 12,000–4,000 Before Present is based on the combination of the ranges given by Agrawal et al. (1978) and by Sen (1999), and overlaps with the early Neolithic at 메르가르. D.P. Agrawal et al., "Chronology of Indian prehistory from the Mesolithic period to the Iron Age", Journal of Human Evolution, Volume 7, Issue 1, January 1978, 37–44: "A total time bracket of c. 6,000–2,000 B.C.  will cover the dated Mesolithic sites,  e.g.  Langhnaj, Bagor, Bhimbetka, Adamgarh, Lekhahia, etc." (p. 38). S.N. Sen, Ancient Indian History and Civilization, 1999: "The Mesolithic period roughly ranges between 10,000 and 6,000 B.C."  (p. 23).

1. 1 2 3  
The ithyphallic representation of the erect shape connotes the very opposite in this context.[384] It contextualise "정자 보존", 금욕 수행(브라마차리야)[385] 및 우르드바 레타스(Urdhva Retas)의 묘사[312][386][387][388] 그리고 시바를 "감각에 대한 완전한 통제와 최고의 육체적 포기를 나타내는 자"로 나타낸다.[384]
2. ↑  For a general statement of the close relationship, and example shared epithets, see: Sivaramamurti 1976, 11쪽. For an overview of the Rudra-Fire complex of ideas, see: Kramrisch 1981, 15–19쪽.
3. ↑  For quotation "An important factor in the process of Rudra's growth is his identification with Agni in the Vedic literature and this identification contributed much to the transformation of his character as Rudra-Śiva." see: Chakravarti 1986, 17쪽.
4. ↑  For "Note Agni-Rudra concept fused" in epithets Sasipañjara and Tivaṣīmati see: Sivaramamurti 1976, 45쪽.
5. ↑  For text of RV 2.20.3a as स नो युवेन्द्रो जोहूत्रः सखा शिवो नरामस्तु पाता । and translation as "May that young adorable Indra, ever be the friend, the benefactor, and protector of us, his worshipper".[101]

### 참조주
1. 1 2 3 4  Sharma 2000, 65쪽.
2. 1 2 3  Issitt & Main 2014, 147, 168쪽.
3. 1 2 3 4 5 6 7 8  Flood 1996, 151쪽.
4. 1 2  Sharma 1996, 314쪽.
5. ↑  “Shiva In Mythology: Let's Reimagine The Lord”. 2022년 10월 28일. 2022년 10월 30일에 원본 문서에서 보존된 문서. 2022년 10월 30일에 확인함.
6. ↑  Flood 1996, 17, 153쪽; Sivaraman 1973, 131쪽.
7. 1 2  Zimmer 1972, 124–126쪽.
8. ↑  Gonda 1969.
9. ↑  Kinsley 1988, 50, 103–104쪽.
10. ↑  Pintchman 2015, 113, 119, 144, 171쪽.
11. ↑  Flood 1996, 17, 153쪽.
12. ↑  Shiva Samhita, e.g. Mallinson 2007; Varenne 1976, 82쪽; Marchand 2007 for Jnana Yoga.
13. ↑  Fuller 2004, 58쪽.
14. 1 2  Sadasivan 2000, 148쪽; Sircar 1998, 3 with footnote 2, 102–105쪽.
15. 1 2  Flood 1996, 152쪽.
16. ↑  Keay 2000, xxvii쪽; Flood 1996, 17쪽.
17. 1 2 3 4  Monier Monier-Williams (1899), Sanskrit to English Dictionary with Etymology 보관됨 27 2월 2017 - 웨이백 머신, Oxford University Press, pp. 1074–1076
18. ↑  Prentiss 2000, 199쪽.
19. ↑  For use of the term śiva as an epithet for other Vedic deities, see: Chakravarti 1986, 28쪽.
20. ↑  Chakravarti 1986, 21–22쪽.
21. ↑  Chakravarti 1986, 1, 7, 21–23쪽.
22. ↑  For root śarv- see: Apte 1965, 910쪽.
23. 1 2  Sharma 1996, 306쪽.
24. ↑  Apte 1965, 927쪽.
25. ↑  For the definition "Śaivism refers to the traditions which follow the teachings of Śiva (śivaśāna) and which focus on the deity Śiva... " see: Flood 1996, 149쪽
26. ↑  van Lysebeth, Andre (2002). 《Tantra: Cult of the Feminine》. Weiser Books. 213쪽. ISBN 978-0877288459. 2024년 3월 31일에 원본 문서에서 보존된 문서. 2015년 7월 2일에 확인함.
27. ↑  Tyagi, Ishvar Chandra (1982). 《Shaivism in Ancient India: From the Earliest Times to C.A.D. 300》. Meenakshi Prakashan. 81쪽. 2024년 3월 31일에 원본 문서에서 보존된 문서. 2015년 7월 2일에 확인함.
28. ↑  Sri Vishnu Sahasranama 1986, 47, 122쪽; Chinmayananda 2002, 24쪽.
29. ↑  Powell 2016, 27쪽.
30. ↑  Berreman 1963, 385쪽.
31. ↑  For translation see: Dutt 1905, Chapter 17 of Volume 13.
32. ↑  For translation see: Ganguli 2004, Chapter 17 of Volume 13.
33. ↑  Chidbhavananda 1997, Siva Sahasranama Stotram.
34. ↑  Lochtefeld 2002, 247쪽.
35. 1 2 3  Kramrisch 1994a, 476쪽.
36. ↑  Kramrisch 1994a, 477쪽.
37. ↑  For Parameśhvara as "Supreme Lord" see: Kramrisch 1981, 479쪽.
38. ↑  Sir Monier Monier-Williams, sahasranAman, A Sanskrit-English Dictionary: Etymologically and Philologically Arranged with Special Reference to Cognate Indo-European Languages, Oxford University Press (Reprinted: Motilal Banarsidass), ISBN 978-8120831056
39. ↑  Sharma 1996, viii–ix쪽
40. ↑  For an overview of the Śatarudriya see: Kramrisch 1981, 71–74쪽.
41. ↑  For complete Sanskrit text, translations, and commentary see: Sivaramamurti 1976.
42. ↑  Flood 1996, 17쪽; Keay 2000, xxvii쪽.
43. ↑  Boon 1977, 143, 205쪽.
44. ↑  Flood 1996, 148쪽.
45. ↑  Fvlood 1996, 148, 150쪽.
46. ↑  Flood 1996, 148–149쪽; Keay 2000, xxvii쪽; Granoff 2003, 95–114쪽.
47. ↑  For Shiva as a composite deity whose history is not well documented, see Keay 2000, 147쪽
48. ↑  Nath 2001, 31쪽.
49. 1 2 3  Courtright 1985, 205쪽.
50. ↑  For Jejuri as the foremost center of worship see: Mate 1988, 162쪽.
51. ↑  Sontheimer 1976, 180–198쪽: "Khandoba is a local deity in Maharashtra and been Sanskritised as an incarnation of Shiva."
52. ↑  For worship of Khandoba in the form of a lingam and possible identification with Shiva based on that, see: Mate 1998, 176쪽.
53. ↑  For use of the name Khandoba as a name for Karttikeya in Maharashtra, see: Gupta 1988, Preface, and p. 40.
54. 1 2  Hopkins 2001, 243쪽.
55. ↑  Hopkins 2001, 243–244, 261쪽.
56. ↑  Hopkins 2001, 244쪽.
57. ↑  Neumayer 2013, 104쪽.
58. ↑  Howard Morphy (2014). 《Animals Into Art》. Routledge. 364–366쪽. ISBN 978-1-317-59808-4. 2024년 3월 31일에 원본 문서에서 보존된 문서. 2024년 1월 30일에 확인함.
59. ↑  Singh 1989; Kenoyer 1998. For a drawing of the seal see Figure 1 in Flood 1996, 29쪽
60. ↑  For translation of paśupati as "Lord of Animals" see: Michaels 2004, 312쪽.
61. ↑  Vohra 2000; Bongard-Levin 1985, 45쪽; Rosen & Schweig 2006, 45쪽.
62. ↑  Flood 1996, 28–29쪽.
63. ↑  Flood 1996, 28–29쪽; Flood 2003, 204–205쪽; Srinivasan 1997, 181쪽.
64. ↑  Flood 1996, 28–29쪽; Flood 2003, 204–205쪽.
65. ↑  Keay 2000, 14쪽.
66. ↑  Srinivasan 1997, 181쪽.
67. ↑  McEvilley, Thomas (1981년 3월 1일). 《An Archaeology of Yoga》. 《Res: Anthropology and Aesthetics》 1. 51쪽. doi:10.1086/RESv1n1ms20166655. ISSN 0277-1322. S2CID 192221643.
68. ↑  Asko Parpola(2009), Deciphering the Indus Script, Cambridge University Press, ISBN 978-0521795661, pp. 240–250
69. ↑  Possehl, Gregory L. (2002). 《The Indus Civilization: A Contemporary Perspective》. Rowman Altamira. 140–144쪽. ISBN 978-0759116429. 2023년 1월 20일에 원본 문서에서 보존된 문서. 2015년 7월 2일에 확인함.
70. ↑  Roger D. Woodard (2006). 《Indo-European Sacred Space: Vedic and Roman Cult》. University of Illinois Press. 242–쪽. ISBN 978-0252092954.
71. 1 2  Beckwith 2009, 32쪽.
72. 1 2  Roger D. Woodard (2010). 《Indo-European Sacred Space: Vedic and Roman Cult》. University of Illinois Press. 60–67, 79–80쪽. ISBN 978-0252-092954.
73. ↑  Alain Daniélou (1992). 《Gods of Love and Ecstasy: The Traditions of Shiva and Dionysus》. Inner Traditions / Bear & Co. 49–50쪽. ISBN 978-0892813742., Quote: "The parallels between the names and legends of Shiva, Osiris and Dionysus are so numerous that there can be little doubt as to their original sameness".
74. ↑  Namita Gokhale (2009). 《The Book of Shiva》. Penguin Books. 10–11쪽. ISBN 978-0143067610.
75. ↑  Pierfrancesco Callieri (2005), A Dionysian Scheme on a Seal from Gupta India 보관됨 20 12월 2016 - 웨이백 머신, East and West, Vol. 55, No. 1/4 (December 2005), pp. 71–80
76. ↑  Long, J. Bruce (1971). 《Siva and Dionysos: Visions of Terror and Bliss》. 《Numen》 18. 180–209쪽. doi:10.2307/3269768. ISSN 0029-5973. JSTOR 3269768.
77. 1 2  Wendy Doniger O'Flaherty (1980), Dionysus and Siva: Parallel Patterns in Two Pairs of Myths 보관됨 20 12월 2016 - 웨이백 머신, History of Religions, Vol. 20, No. 1/2 (Aug. – Nov. 1980), pp. 81–111
78. ↑  Patrick Laude (2005). 《Divine Play, Sacred Laughter, and Spiritual Understanding》. Palgrave Macmillan. 41–60쪽. ISBN 978-1403980588. 2024년 3월 31일에 원본 문서에서 보존된 문서. 2016년 10월 6일에 확인함.
79. ↑  Walter Friedrich Otto; Robert B. Palmer (1965). 《Dionysus: Myth and Cult》. Indiana University Press. 164쪽. ISBN 0253208912.
80. ↑  Sircar 1998, 3 with footnote 2, 102–105쪽.
81. ↑  Michaels 2004, 316쪽.
82. ↑  Flood 2003, 73쪽.
83. ↑  Doniger, pp. 221–223.
84. ↑  “Rudra | Hinduism, Shiva, Vedas | Britannica”. 《www.britannica.com》 (영어). 2024년 6월 8일에 확인함.
85. ↑  Zimmer 2000.
86. ↑  Storl 2004.
87. ↑  Winstedt 2020.
88. ↑  Sadasivan 2000, 148쪽.
89. ↑  Chakravarti 1986, 1–2쪽.
90. ↑  Kramrisch 1994a, 7쪽.
91. ↑  Chakravarti 1986, 2–3쪽.
92. ↑  Chakravarti 1986, 1–9쪽.
93. ↑  Kramrisch 1994a, 14–15쪽.
94. ↑  For translation from Nirukta 10.7, see: Sarup 1998, 155쪽.
95. ↑  Kramrisch 1994a, 18쪽.
96. ↑  “Rig Veda: Rig-Veda, Book 6: HYMN XLVIII. Agni and Others”. Sacred-texts.com. 2010년 3월 25일에 원본 문서에서 보존된 문서. 2010년 6월 6일에 확인함.
97. ↑  For the parallel between the horns of Agni as bull, and Rudra, see: Chakravarti 1986, 89쪽.
98. ↑  RV 8.49; 10.155.
99. ↑  For flaming hair of Agni and Bhairava see: Sivaramamurti, p. 11.
100. ↑  Doniger, Wendy (1973). 〈The Vedic Antecedents〉. 《Śiva, the erotic ascetic》. Oxford University Press US. 84–89쪽.
101. ↑  Arya & Joshi 2001, 48, volume 2쪽.
102. ↑  For text of RV 6.45.17 as यो गृणतामिदासिथापिरूती शिवः सखा । स त्वं न इन्द्र मृलय ॥  and translation as "Indra, who has ever been the friend of those who praise you, and the insurer of their happiness by your protection, grant us felicity" see: Arya & Joshi 2001, 91쪽, volume 3.
103. ↑  For translation of RV 6.45.17 as "Thou who hast been the singers' Friend, a Friend auspicious with thine aid, As such, O Indra, favour us" see: Griffith 1973, 310쪽.
104. ↑  For text of RV 8.93.3 as स न इन्द्रः सिवः सखाश्चावद् गोमद्यवमत् । उरूधारेव दोहते ॥ and translation as "May Indra, our auspicious friend, milk for us, like a richly-streaming (cow), wealth of horses, kine, and barley" see: Arya & Joshi 2001, 48쪽, volume 2.
105. ↑  For the bull parallel between Indra and Rudra see: Chakravarti 1986, 89쪽.
106. ↑  RV 7.19.
107. ↑  For the lack of warlike connections and difference between Indra and Rudra, see: Chakravarti 1986, 8쪽.
108. ↑  Anthony 2007, 454–455쪽.
109. ↑  Anthony 2007, 454쪽.
110. ↑  Owen 2012, 25–29쪽.
111. ↑  Sivaramamurti 2004, 41, 59쪽; Owen 2012, 25–29쪽.
112. 1 2  Deussen 1997, 769쪽.
113. ↑  Deussen 1997, 792–793쪽; Radhakrishnan 1953, 929쪽.
114. 1 2  Flood 2003, 204–205쪽.
115. ↑  “Svetasvatara Upanishad - Chap 3 the Highest Reality”. 2022년 10월 1일에 원본 문서에서 보존된 문서. 2022년 9월 2일에 확인함.
116. ↑  “Speaking Tree: The Trika Tradition of Kashmir Shaivism”. 《타임스 오브 인디아》. 2009년 7월 27일. 2022년 9월 2일에 원본 문서에서 보존된 문서. 2022년 9월 2일에 확인함.
117. ↑  Hume 1921, 399, 403쪽; Hiriyanna 2000, 32–36쪽; Kunst 1968; Srinivasan 1997, pp. 96–97 and Chapter 9.
118. ↑  Deussen 1997, 792–793쪽.
119. ↑  Sastri 1898, 80–82쪽.
120. ↑  Flood 2003, 205쪽 For date of Mahabhasya see: Scharf 1996, page 1 with footnote.
121. ↑  Blurton 1993, 84, 103쪽.
122. ↑  Blurton 1993, 84쪽.
123. ↑  Pratapaditya Pal (1986). 《Indian Sculpture: Circa 500 B.C.–A.D. 700》. University of California Press. 75–80쪽. ISBN 978-0520-059917.
124. ↑  Sivaramamurti 2004, 41, 59쪽.
125. ↑  Deussen 1997, 556, 769 footnote 1쪽.
126. ↑  Klostermaier 1984, 134, 371쪽.
127. ↑  Flood 2003, 205–206쪽; Rocher 1986, 187–188, 222–228쪽.
128. ↑  Flood 2003, 208–212쪽.
129. ↑  Sharma 1990, 9–14쪽; Davis 1992, p. 167 note 21, Quote (page 13): "Some agamas argue a monist metaphysics, while others are decidedly dualist. Some claim ritual is the most efficacious means of religious attainment, while others assert that knowledge is more important".
130. ↑  Mark Dyczkowski (1989), The Canon of the Śaivāgāma, Motilal Banarsidass, ISBN 978-8120805958, pl. 43–44
131. ↑  JS Vasugupta (2012), Śiva Sūtras, Motilal Banarsidass, ISBN 978-8120804074, pp. 252, 259
132. 1 2  Flood 1996, 162–169쪽.
133. ↑  Somasundaram, Ottilingam; Murthy, Tejus (2017). 《Siva - The Mad Lord: A Puranic perspective》. 《Indian Journal of Psychiatry》 59. 119–122쪽. doi:10.4103/0019-5545.204441. ISSN 0019-5545. PMC 5418997. PMID 28529371.
134. ↑  Tagare 2002, 16–19쪽.
135. ↑  Flood 2003, 208–212쪽; Gonda 1975, 3–20, 35–36, 49–51쪽; Thakur 1986, 83–94쪽.
136. ↑  “Devi bhagwat Purana Skandh 5 Chapter 1 Verse 22-23”. |보존url=은 |보존날짜=를 필요로 함 (도움말)에 원본 문서에서 보존된 문서.
137. ↑  Michaels 2004, 216쪽.
138. ↑  Michaels 2004, 216–218쪽.
139. ↑  Surendranath Dasgupta (1973). 《A History of Indian Philosophy》. Cambridge University Press. 17, 48–49, 65–67, 155–161쪽. ISBN 978-81208-04166.
140. ↑  David N. Lorenzen (1972). 《The Kāpālikas and Kālāmukhas: Two Lost Śaivite Sects》. University of California Press. 2–5, 15–17, 38, 80쪽. ISBN 978-0520-018426. 2024년 3월 31일에 원본 문서에서 보존된 문서. 2016년 10월 6일에 확인함.
141. 1 2  Narendranath B. Patil (2003). 《The Variegated Plumage: Encounters with Indian Philosophy》. Motilal Banarsidass. 125–126쪽. ISBN 978-8120819535.
142. ↑  Mark S. G. Dyczkowski (1987). 《The Doctrine of Vibration: An Analysis of the Doctrines and Practices Associated with Kashmir Shaivism》. State University of New York Press. 9쪽. ISBN 978-0887064319. 2024년 3월 31일에 원본 문서에서 보존된 문서. 2016년 10월 6일에 확인함.
143. ↑  Michaels 2004, 215–216쪽.
144. ↑  David Lawrence, Kashmiri Shaiva Philosophy 보관됨 12 3월 2017 - 웨이백 머신, University of Manitoba, Canada, IEP, Section 1(d)
145. ↑  Edwin Bryant (2003), Krishna: The Beautiful Legend of God: Srimad Bhagavata Purana, Penguin, ISBN 978-0141913377, pp. 10–12, Quote: "(...) accept and indeed extol the transcendent and absolute nature of the other, and of the Goddess Devi too"
146. ↑  Ludo Rocher (1986), The Puranas, Otto Harrassowitz Verlag, ISBN 978-3447025225, p. 23 with footnotes
147. ↑  EO James (1997), The Tree of Life, Brill Academic, ISBN 978-9004016125, pp. 150–153
148. ↑  Gregor Maehle (2009), Ashtanga Yoga, New World, ISBN 978-1577316695, p. 17; for Sanskrit, see: Skanda Purana Shankara Samhita Part 1, Verses 1.8.20–21 (Sanskrit)
149. ↑  Saroj Panthey (1987). 《Iconography of Śiva in Pahāṛī Paintings》. Mittal Publications. 94쪽. ISBN 978-8170990161. 2024년 3월 31일에 원본 문서에서 보존된 문서. 2016년 10월 6일에 확인함.
150. ↑  Barbara Holdrege (2012).  Hananya Goodman, 편집. 《Between Jerusalem and Benares: Comparative Studies in Judaism and Hinduism》. State University of New York Press. 120–125 with footnotes쪽. ISBN 978-1438404370.
151. ↑  Charles Johnston (1913). 《The Atlantic Monthly》 CXII. Riverside Press, Cambridge. 835–836쪽.
152. ↑  Jones & Ryan 2006, 43쪽.
153. ↑  Coburn 2002, 1, 53–56, 280쪽.
154. ↑  Lochtefeld 2002, 426쪽.
155. ↑  Kinsley 1988, 101–105쪽.
156. ↑  Kinsley 1988, 50, 103–104쪽; Pintchman 2015, 113, 119, 144, 171쪽.
157. ↑  Pintchman 2014, 85–86, 119, 144, 171쪽.
158. ↑  Coburn 1991, 19–24, 40, 65, Narayani p. 232쪽.
159. 1 2  McDaniel 2004, 90쪽.
160. 1 2  Brown 1998, 26쪽.
161. ↑  Jamison, Stephanie; Brereton, Joel (2020). 《The Rigveda》. Oxford University Press. ISBN 978-0190633394. 2023년 10월 10일에 원본 문서에서 보존된 문서. 2020년 9월 17일에 확인함.
162. ↑  Brown 1998, 77쪽.
163. ↑  Warrier 1967, 77–84쪽.
164. ↑  Rocher 1986, 193쪽.
165. ↑  David R. Kinsley (1975). 《The Sword and the Flute: Kālī and Kṛṣṇa, Dark Visions of the Terrible and the Sublime in Hindu Mythology》. University of California Press. 102 with footnote 42쪽. ISBN 978-0520026759., Quote: "In the Devi Mahatmya, it is quite clear that Durga is an independent deity, great in her own right, and only loosely associated with any of the great male deities. And if any one of the great gods can be said to be her closest associate, it is Visnu rather than Siva".
166. ↑  Gupteshwar Prasad (1994). 《I.A. Richards and Indian Theory of Rasa》. Sarup & Sons. 117–118쪽. ISBN 978-8185431376.
167. ↑  Jaideva Vasugupta (1991). 《The Yoga of Delight, Wonder, and Astonishment》. State University of New York Press. xix쪽. ISBN 978-0791410738.
168. 1 2  Gudrun Bühnemann (2003). 《Mandalas and Yantras in the Hindu Traditions》. Brill Academic. 60쪽. ISBN 978-9004129023. 2024년 1월 16일에 원본 문서에서 보존된 문서. 2016년 10월 6일에 확인함.
169. ↑  James C. Harle (1994). 《The Art and Architecture of the Indian Subcontinent》. Yale University Press. 140–142, 191, 201–203쪽. ISBN 978-0300062175.
170. ↑  Flood 1996, 17쪽.
171. ↑  J. N. Farquhar (1984). 《Outline of the Religious Literature of India》. Motilal Banarsidass. 180쪽. ISBN 978-8120820869.
172. ↑  Edwin F. Bryant (2007). 《Krishna: A Sourcebook》. Oxford University Press. 313–314쪽. ISBN 978-0199724314.
173. 1 2  Williams 1981, 1–4쪽.
174. ↑  Kramrisch 1981, 22쪽.
175. ↑  Kramrisch 1981, 23쪽.
176. ↑  Ramaswamy, Krishnan; de Nicolas, Antonio; Banerjee, Aditi (2007). 《Invading the Sacred》. Rupa Publication. 59쪽. ISBN 978-8129111821.
177. ↑  “Samhara, Saṃhāra: 18 definitions”. 2014년 8월 3일. 2021년 8월 12일에 원본 문서에서 보존된 문서. 2021년 8월 12일에 확인함.
178. 1 2  [a] Vasugupta; Jaideva (1979). 《Śiva Sūtras》. Motilal Banarsidass. xv–xx쪽. ISBN 978-8120804074.;
[b] James Mallinson (2007). 《The Shiva Samhita: A Critical Edition》. Yoga. xiii–xiv쪽. ISBN 978-0971646650. OCLC 76143968.
179. 1 2  [a] Jaideva Vasugupta (1991). 《The Yoga of Delight, Wonder, and Astonishment: A Translation of the Vijnana-bhairava with an Introduction and Notes by Jaideva Singh》. State University of New York Press. xii–xvi쪽. ISBN 978-0791410738.;
[b] Vasugupta; Jaideva (1980). 《The Yoga of Vibration and Divine Pulsation: A Translation of the Spanda Karika with Ksemaraja's Commentary, the Spanda Nirnaya》. State University of New York Press. xxv–xxxii, 2–4쪽. ISBN 978-0791411797.
180. ↑  Andrew J. Nicholson (2014). 《Lord Siva's Song: The Isvara Gita》. State University of New York Press. 1–2쪽. ISBN 978-1438451022.
181. ↑  David Smith (2003). 《The Dance of Siva: Religion, Art and Poetry in South India》. Cambridge University Press. 237–239쪽. ISBN 978-0521528658.
182. ↑  Jaideva Vasugupta; Mark S. G. Dyczkowski (1992). 《The Aphorisms of Siva: The Siva Sutra with Bhaskara's Commentary, the Varttika》. State University of New York Press. 7–8쪽. ISBN 978-0791412640.
183. ↑  For quotation defining the Trimurti see Matchett, Freda. "The Purāṇas", in: Flood 2003, 139쪽
184. ↑  Ralph Metzner (1986). 《Opening to Inner Light: The Transformation of Human Nature and Consciousness》. J.P. Tarcher. 61쪽. ISBN 978-0874773538.;
David Frawley (2009). 《Inner Tantric Yoga: Working with the Universal Shakti: Secrets of Mantras, Deities and Meditation》. Lotus. 25쪽. ISBN 978-0940676503.
185. ↑  For definition of Trimurti as "the unified form" of Brahmā, Viṣṇu and Śiva and use of the phrase "the Hindu triad" see: Apte 1965, 485쪽.
186. ↑  For the term "Great Trinity" in relation to the Trimurti see: Jansen 1993, 83쪽.
187. ↑  The Trimurti idea of Hinduism, states Jan Gonda, "seems to have developed from ancient cosmological and ritualistic speculations about the triple character of an individual god, in the first place of Agni, whose births are three or threefold, and who is threefold light, has three bodies and three stations". See: Gonda 1969, 218–219쪽; Other trinities, beyond the more common "Brahma, Vishnu, Shiva", mentioned in ancient and medieval Hindu texts include: "Indra, Vishnu, Brahmanaspati", "Agni, Indra, Surya", "Agni, Vayu, Aditya", "Mahalakshmi, Mahasarasvati, and Mahakali", and others. See: [a] David White (2006), Kiss of the Yogini, University of Chicago Press, ISBN 978-0226894843, pp. 4, 29
[b] Gonda 1969
188. ↑  For Shiva as depicted with a third eye, and mention of the story of the destruction of Kama with it, see: Flood 1996, 151쪽.
189. ↑  For a review of 4 theories about the meaning of tryambaka, see: Chakravarti 1986, 37–39쪽.
190. ↑  For usage of the word ambaka in classical Sanskrit and connection to the Mahabharata depiction, see: Chakravarti 1986, 38–39쪽.
191. ↑  For translation of Tryambakam as "having three mother eyes" and as an epithet of Rudra, see: Kramrisch 1981, 483쪽.
192. ↑  For Vedic Sanskrit meaning Lord has three mother eyes which symbolize eyes are the Sun, Moon and Fire.
193. ↑  For discussion of the problems in translation of this name, and the hypothesis regarding the Ambikās see: Hopkins (1968), p. 220.
194. ↑  For the Ambikā variant, see: Chakravarti 1986, 17, 37쪽.
195. ↑  For the moon on the forehead see: Chakravarti 1986, 109쪽.
196. ↑  For śekhara as crest or crown, see: Apte 1965, 926쪽.
197. ↑  For Candraśekhara as an iconographic form, see: Sivaramamurti 1976, 56쪽.
198. ↑  For translation "Having the moon as his crest" see: Kramrisch 1981, 472쪽.
199. ↑  For the moon iconography as marking the rise of Rudra-Shiva, see: Chakravarti 1986, 58쪽.
200. ↑  For discussion of the linkages between Soma, Moon, and Rudra, and citation to RV 7.74, see: Chakravarti 1986, 57–58쪽.
201. ↑  This smearing of cremation ashes emerged into a practice of some Tantra-oriented ascetics, where they would also offer meat, alcohol and sexual fluids to Bhairava (a form of Shiva), and these groups were probably not of Brahmanic origin. These ascetics are mentioned in the ancient Pali Canon of Thervada Buddhism. See: Flood 1996, 92, 161쪽
202. ↑  Antonio Rigopoulos (2013), Brill's Encyclopedia of Hinduism, Volume 5, Brill Academic, ISBN 978-9004178960, pp. 182–183
203. ↑  Paul Deussen (1980). 《Sechzig Upaniṣad's des Veda》. Motilal Banarsidass. 775–776, 789–790, 551쪽. ISBN 978-8120814677. 2024년 3월 31일에 원본 문서에서 보존된 문서. 2016년 10월 6일에 확인함.
204. ↑  Chidbhavananda 1997, 22쪽.
205. ↑  For translation of Kapardin as "Endowed with matted hair" see: Sharma 1996, 279쪽.
206. ↑  Kramrisch 1981, 475쪽.
207. ↑  For Kapardin as a name of Shiva, and description of the kaparda hair style, see, Macdonell 1996, 62쪽.
208. ↑  Sharma 1996, 290쪽
209. ↑  See: name #93 in Chidbhavananda 1997, 31쪽.
210. ↑  For Shiva drinking the poison churned from the world ocean see: Flood 1996, 78쪽
211. 1 2  Kramrisch 1981, 473쪽.
212. ↑  “Lord Shiva | Shiv | God Shiva | Shiva God | Mahadev | Lord Shiv | Neelkanth”. 《www.dadabhagwan.org》. 2020년 11월 27일에 원본 문서에서 보존된 문서. 2020년 12월 5일에 확인함.
213. ↑  For alternate stories about this feature, and use of the name Gaṅgādhara see: Chakravarti 1986, 59 and 109쪽.
214. ↑  For description of the Gaṅgādhara form, see: Sivaramamurti 1976, 8쪽.
215. ↑  For Shiva supporting Gaṅgā upon his head, see: Kramrisch 1981, 473쪽.
216. ↑  Wayman & Singh 1991, 266쪽.
217. ↑  Suresh Chandra 1998, 309쪽.
218. ↑  Sitansu S. Chakravarti 1991, 51쪽.
219. ↑  Michaels 2004, 218쪽.
220. ↑  For definition and shape, see: Apte 1965, 461쪽.
221. ↑  Jansen 1993, 44쪽.
222. ↑  Jansen 1993, 25쪽.
223. ↑  For use by Kāpālikas, see: Apte 1965, 461쪽.
224. ↑  C. Sivaramamurti (1963). 《South Indian Bronzes》. Lalit Kalā Akademi. 41쪽.
225. ↑  John A. Grimes (1996). 《A Concise Dictionary of Indian Philosophy: Sanskrit Terms Defined in English》. State University of New York Press. 257쪽. ISBN 978-0791430675.
226. ↑  Prabhavati C. Reddy (2014). 《Hindu Pilgrimage: Shifting Patterns of Worldview of Srisailam in South India》. Routledge. 114–115쪽. ISBN 978-1317806318.
227. ↑  For a review of issues related to the evolution of the bull (Nandin) as Shiva's mount, see: Chakravarti 1986, 99–105쪽.
228. ↑  For spelling of alternate proper names Nandī and Nandin see: Stutley 1985, 98쪽.
229. ↑  Sharma 1996, 291쪽
230. ↑  Kramrisch 1981, 479쪽.
231. ↑  For the name Kailāsagirivāsī (Sanskrit कैलासिगिरवासी), "With his abode on Mount Kailāsa", as a name appearing in the Shiva Sahasranama, see: Sharma 1996, 281쪽.
232. ↑  For identification of Mount Kailāsa as the central linga, see: Stutley 1985, p. 62.
233. ↑  Dictionary of Hindu Lore and Legend (ISBN 0500510881) by Anna L. Dallapiccola
234. ↑  Keay 2000, 33쪽.
235. ↑  For quotation "Shiva is a god of ambiguity and paradox" and overview of conflicting attributes see: Flood 1996, 150쪽
236. ↑  George Michell (1977). 《The Hindu Temple: An Introduction to Its Meaning and Forms》. University of Chicago Press. 25–26쪽. ISBN 978-0226532301. 2023년 8월 13일에 원본 문서에서 보존된 문서. 2016년 10월 6일에 확인함.
237. ↑  For quotation regarding Yajur Veda as containing contrary sets of attributes, and marking point for emergence of all basic elements of later sect forms, see: Chakravarti 1986, p. 7.
238. ↑  For summary of Shiva's contrasting depictions in the Mahabharata, see: Sharma 1988, 20–21쪽.
239. ↑  For rud- meaning "cry, howl" as a traditional etymology see: Kramrisch 1981, 5쪽.
240. ↑  Citation to M. Mayrhofer, Concise Etymological Sanskrit Dictionary, s.v. "rudra", is provided in: Kramrisch 1981, p. 5.
241. ↑  Sharma 1996, 301쪽.
242. ↑  Kramrisch 1994a, 476쪽; Kramrisch 1981, 474쪽.
243. ↑  Sharma 1996, 280쪽.
244. ↑  Apte 1965, 727쪽, left column.
245. ↑  Kramrisch 1981, 481쪽.
246. ↑  Flood 1996, 92쪽.
247. ↑  Chakravarti 1986, 28 (note 7), and p. 177쪽.
248. ↑  For the contrast between ascetic and householder depictions, see: Flood 1996, 150–151쪽
249. ↑  For Shiva's representation as a yogi, see: Chakravarti 1986, 32쪽.
250. ↑  For name Mahāyogi and associations with yoga, see, Chakravarti 1986, 23, 32, 150쪽.
251. ↑  For the ascetic yogin form as reflecting Epic period influences, see: Chakravarti 1986, 32쪽.
252. ↑  For Umāpati, Umākānta and Umādhava as names in the Shiva Sahasranama literature, see: Sharma 1996, 278쪽.
253. ↑  For Umā as the oldest name, and variants including Pārvatī, see: Chakravarti 1986, 40쪽.
254. ↑  For Pārvatī identified as the wife of Shiva, see: Kramrisch 1981, 479쪽
255. ↑  Search for Meaning By Antonio R. Gualtieri
256. ↑  For regional name variants of Karttikeya see: Gupta 1988, Preface.
257. ↑  Doniger, Wendy (1999). 《Splitting the difference: gender and myth in ancient Greece and India》. London: University of Chicago Press. 263–265쪽. ISBN 978-0226156415. 2024년 3월 31일에 원본 문서에서 보존된 문서. 2020년 11월 7일에 확인함.
258. ↑  Vanita, Ruth; Kidwai, Saleem (2001). 《Same-sex love in India: readings from literature and history》. Palgrave Macmillan. 69쪽. ISBN 978-0312293246.
259. ↑  Pattanaik, Devdutt (2001). 《The man who was a woman and other queer tales of Hindu lore》. Routledge. 71쪽. ISBN 978-1560231813. 2024년 3월 31일에 원본 문서에서 보존된 문서. 2020년 11월 7일에 확인함.
260. ↑  See Mohini#Relationship with Shiva for details
261. ↑  RN Saletore (1981). 《Indian Witchcraft》. Abhinav Publications. 93쪽. ISBN 978-0391024809.
262. ↑  McDaniel 2004, 156쪽.
263. ↑  Vettam Mani (1975). 《Puranic Encyclopaedia: a Comprehensive Dictionary with Special Reference to the Epic and Puranic Literature》. Motilal Banarsidass Publishers. 62, 515–516쪽. ISBN 978-0842608220.
264. ↑  Wendy Doniger (2005). 《The Bedtrick: Tales of Sex and Masquerade》. University of Chicago Press. 72, 206쪽. ISBN 978-0226156439.
265. ↑  For description of the nataraja form see: Jansen 1993, 110–111쪽.
266. ↑  For interpretation of the naṭarāja form see: Zimmer 1972, 151–157쪽.
267. ↑  For names Nartaka (Sanskrit नर्तक) and Nityanarta (Sanskrit नित्यनर्त) as names of Shiva, see: Sharma 1996, 289쪽.
268. ↑  For prominence of these associations in puranic times, see: Chakravarti 1986, 62쪽.
269. ↑  For popularity of the nṛtyamūrti and prevalence in South India, see: Chakravarti 1986, 63쪽.
270. ↑  Kramrisch 1994a, 439쪽; Klostermaier 1984, 151쪽, Shiva the Dancer.
271. ↑  Massey, Reginald (1999). 〈India's Kathak Dance〉. 《India's Kathak Dance, Past Present, Future》. Abhinav Publications. 8쪽.
272. 1 2  Moorthy, Vijaya (2001). 《Romance of the Raga》. Abhinav Publications. 96쪽.
273. ↑  Leeming, David Adams (2001). 《A Dictionary of Asian Mythology》. Oxford University Press. 45쪽.
274. ↑  Radha, Sivananda (1992). 〈Mantra of Muladhara Chakra〉. 《Kuṇḍalinī Yoga》. Motilal Banarsidass. 304쪽.
275. ↑  “Srimad Bhagavatam Canto 1 Chapter 2 Verse 23”. 2010년 11월 23일. 2010년 11월 23일에 원본 문서에서 보존된 문서.
276. ↑  For iconographic description of the Dakṣiṇāmūrti form, see: Sivaramamurti 1976, 47쪽.
277. ↑  For description of the form as representing teaching functions, see: Kramrisch 1981, 472쪽.
278. ↑  For the deer-throne and the audience of sages as Dakṣiṇāmūrti, see: Chakravarti 1986, 155쪽.
279. ↑  For characterization of Dakṣiṇāmūrti as a mostly south Indian form, see: Chakravarti 1986, 62쪽.
280. ↑  Monier-Williams, Monier (2008) [1899]. 《Sanskrit-English Dictionary》. Universität zu Köln. 756쪽.
281. ↑  Sivaramamurti 1976, 34, 49쪽.
282. ↑  For evolution of this story from early sources to the epic period, when it was used to enhance Shiva's increasing influence, see: Chakravarti, p. 46.
283. ↑  Goldberg specifically rejects the translation by Frederique Marglin (1989) as "half-man, half-woman", and instead adopts the translation by Marglin as "the lord who is half woman" as given in Marglin (1989, 216). Goldberg (2002), 1쪽.
284. ↑  〈Ardhanārīśvara〉. 《Encyclopædia Britannica Online》. 2011. 2011년 3월 8일에 원본 문서에서 보존된 문서. 2011년 1월 26일에 확인함.
285. ↑  Rao, (1916). Elements of Hindu Iconography. Vol. 2: Part I. Madras: Law Printing House, T.A. Gopinatha (1916). 《Elements of Hindu Iconography. Vol. 2: Part I》. Madras: Law Printing House. 338–343쪽.
286. ↑  For five as a sacred number, see: Kramrisch 1981, 182쪽.
287. ↑  It is first encountered in an almost identical form in the Rudram. For the five syllable mantra see: Kramrisch 1981, 182쪽.
288. ↑  For discussion of these five forms and a table summarizing the associations of these five mantras see: Kramrisch 1981, 182–189쪽.
289. ↑  For distinct iconography, see Kramrisch 1981, 185쪽.
290. ↑  For association with the five faces and other groups of five, see: Kramrisch 1981, 182쪽.
291. ↑  For the epithets 판차무카와 판차박트라, 둘 다 "다섯 얼굴"을 의미하며, 시바의 별칭으로 사용된다. 참조: Apte 1965, 578쪽, 중간 열.
292. ↑  For variation in attributions among texts, see: Kramrisch 1981, 187쪽.
293. ↑  Kramrisch 1994a, 184쪽.
294. ↑  Quotation from Pañcabrahma Upanishad 31 is from: Kramrisch 1981, 182쪽.
295. ↑  Srinivasan 2004, 446쪽.
296. ↑  James C. Harle (1994). 《The Art and Architecture of the Indian Subcontinent》. Yale University Press. 309–310쪽. ISBN 978-0300062175.
297. ↑  Srinivasan 2004, 447쪽.
298. 1 2 3 4  Alain Daniélou (1991). 《The Myths and Gods of India》. Princeton Bollingen Series. Inner Traditions / Bear & Co. 222–224쪽. ISBN 978-0892813544.
299. ↑  Kramrisch 1994a, 171–185쪽.
300. ↑  K.V, Anantharaman. 〈Chapter X – Omnipotence of Siva Linga〉. 《Siva Gita A Critical Study》. hdl:10603/295754. 2021년 12월 30일에 원본 문서에서 보존된 문서. 2021년 7월 16일에 확인함.
301. 1 2  Kramrisch 1994a, 221쪽.
302. ↑  Michaels 2004, 216쪽; Flood 1996, 29쪽; Tattwananda 1984, 49–52쪽.
303. 1 2 3  Lingam: Hindu symbol 보관됨 11 10월 2016 - 웨이백 머신 브리태니커 백과사전
304. ↑  Monier Williams (1899), Sanskrit to English Dictionary, लिङ्ग, p. 901
305. ↑  Yudit Kornberg Greenberg (2008). 《Encyclopedia of Love in World Religions》. ABC-CLIO. 572–573쪽. ISBN 978-1851099801.
306. ↑  O'Flaherty, Wendy Doniger (1981). 《Śiva, the erotic ascetic》. Oxford: Oxford University Press. ISBN 0195202503.
307. ↑  O'Flaherty, Wendy Doniger (2013). 《On Hinduism》. Oxford: Oxford University Press. ISBN 978-0199360079.
308. ↑  O'Flaherty, Wendy Doniger (2009). 《The Hindus: An Alternative History》. United States: Viking Press. ISBN 978-0143116691.
309. ↑  Rohit Dasgupta (2014).  Michael Kimmel; Christine Milrod; Amanda Kennedy, 편집. 《Cultural Encyclopedia of the Penis》. Rowman & Littlefield. 107쪽. ISBN 978-0759123144. 2023년 10월 19일에 원본 문서에서 보존된 문서. 2021년 7월 14일에 확인함.
310. ↑  Sen, Amiya P. (2006). 〈Editor's Introduction〉. 《The Indispensable Vivekananda》. Orient Blackswan. 25–26쪽.
311. 1 2 3  Sivananda, Swami (1996). 〈Worship of Siva Linga〉. 《Lord Siva and His Worship》. The Divine Life Trust Society. 2018년 2월 18일에 원본 문서에서 보존된 문서. 2009년 1월 18일에 확인함.
312. ↑  Kramrisch 1994a, 26쪽.
313. ↑  Swami Agehananda Bharati (1970). 《The Tantric Tradition》. Red Wheel/Weiser. 294쪽. ISBN 0877282536.
314. ↑  Balagangadhara, S. N.; Claerhout, Sarah (Spring 2008). “Are Dialogues Antidotes to Violence? Two Recent Examples From Hinduism Studies” (PDF). 《Journal for the Study of Religions and Ideologies》 7 (19): 118–143. 2009년 8월 20일에 원본 문서 (PDF)에서 보존된 문서. 2009년 1월 18일에 확인함.
315. ↑  Rajiv Malhotra (2016). 《Academic Hinduphobia: A critique of Wendy Doniger's erotic school of Indology》. Voice of India. ISBN 978-9385485015.
316. ↑  〈The Hindu Goddess Reinterpreted〉. 《Invading the Sacred: An Analysis of Hinduism Studies in America》. Rupa & Co. 2007. ISBN 978-8129111821.
317. ↑  Amy M. Braverman (2004). “The interpretation of gods”. University of Chicago. 2021년 4월 10일에 원본 문서에서 보존된 문서. 2021년 7월 19일에 확인함.
318. ↑  Winternitz, Moriz; V. Srinivasa Sarma (1981). 《A History of Indian Literature, Volume 1》. Motilal Banarsidass. 543 footnote 4쪽. ISBN 978-8120802643. 2023년 10월 19일에 원본 문서에서 보존된 문서. 2020년 6월 8일에 확인함.
319. ↑  Harding, Elizabeth U. (1998). 〈God, the Father〉. 《Kali: The Black Goddess of Dakshineswar》. Motilal Banarsidass. 156–157쪽. ISBN 978-8120814509.
320. 1 2  Vivekananda, Swami. 〈The Paris congress of the history of religions〉. 《The Complete Works of Swami Vivekananda》 4. 2021년 2월 24일에 원본 문서에서 보존된 문서. 2009년 1월 17일에 확인함.
321. ↑  Swati Mitra (2011). 《Omkareshwar and Maheshwar》. Eicher Goodearth and Madhya Pradesh Government. 25쪽. ISBN 978-9380262246.
322. ↑  Parrinder, Edward Geoffrey (1982). 《Avatar and incarnation》. Oxford: Oxford University Press. 88쪽. ISBN 0195203615.
323. ↑  Winternitz, Moriz; V. Srinivasa Sarma (1981). 《A History of Indian Literature, Volume 1》. Motilal Banarsidass. 543–544쪽. ISBN 978-8120802643. 2023년 10월 19일에 원본 문서에서 보존된 문서. 2020년 6월 8일에 확인함.
324. ↑  James Lochtefeld (2002), "Shiva" in The Illustrated Encyclopedia of Hinduism, Vol. 2: N–Z, Rosen Publishing, ISBN 0823922871, p. 635
325. ↑  Jones & Ryan 2006, 474쪽.
326. ↑  Parrinder, Edward Geoffrey (1982). 《Avatar and incarnation》. Oxford: Oxford University Press. 87–88쪽. ISBN 0195203615.
327. ↑  Lutgendorf, Philip (2007). 《Hanuman's tale: the messages of a divine monkey》. Oxford University Press US. 44쪽. ISBN 978-0195309218. 2024년 3월 31일에 원본 문서에서 보존된 문서. 2020년 11월 7일에 확인함.
328. ↑  Catherine Ludvík (1994). 《Hanumān in the Rāmāyaṇa of Vālmīki and the Rāmacaritamānasa of Tulasī Dāsa》. Motilal Banarsidass Publ. 10–11쪽. ISBN 978-8120811225. 2024년 3월 31일에 원본 문서에서 보존된 문서. 2020년 11월 7일에 확인함.
329. ↑  Sri Ramakrishna Math (1985) "Hanuman Chalisa" p. 5
330. ↑  “Footnote 70:1 to Horace Hayman Wilson's English translation of The Vishnu Purana: Book I – Chapter IX”. 2006년 9월 9일에 원본 문서에서 보존된 문서. 2012년 7월 17일에 확인함.
331. ↑  “Footnote 83:4 to Horace Hayman Wilson's English translation of The Vishnu Purana: Book I – Chapter X”. 2012년 8월 5일에 원본 문서에서 보존된 문서. 2012년 7월 17일에 확인함.
332. ↑  “Srimad Bhagavatam Canto 4 Chapter 1 – English translation by A.C. Bhaktivedanta Swami Prabhupada”. 2012년 8월 29일에 원본 문서에서 보존된 문서.
333. ↑  《A Thousand Teachings: The Upadesasahasri of Sankara》. 번역 Mayeda, Sengaku. State University of New York Press. 1979. 4쪽. ISBN 978-0791409435.
334. 1 2  Karen Pechilis (2012).  Selva J. Raj, 편집. 《Dealing with Deities: The Ritual Vow in South Asia》. State University of New York Press. 152–153쪽. ISBN 978-0791482001.
335. ↑  Dalal 2010, 137, 186쪽; Jones & Ryan 2006, 269쪽.
336. 1 2  Jones & Ryan 2006, 269쪽.
337. ↑  Jones & Ryan 2006, 269쪽; Long 1982, 189–217쪽.
338. ↑  Dalal 2010, 137, 186쪽.
339. ↑  Cath Senker (2007). 《My Hindu Year》. The Rosen Publishing Group. 12–13쪽. ISBN 978-1404237315.
340. ↑  Muriel Marion Underhill (1991). 《The Hindu Religious Year》. Asian Educational Services. 95–96쪽. ISBN 8120605233.
341. ↑  “Tubers are the veggies of choice to celebrate Thiruvathira”. 2020년 1월 10일에 원본 문서에서 보존된 문서. 2020년 3월 6일에 확인함.
342. ↑  “Thiruvathira – Kerala's own version of Karva Chauth”. Manorama. 2017년 2월 7일에 원본 문서에서 보존된 문서. 2020년 3월 6일에 확인함.
343. ↑  Jones & Ryan 2006, 112–113쪽.
344. ↑  Jones & Ryan 2006, 39, 140쪽.
345. ↑  Manju Bhatnagar (1988). 《The Monsoon Festival Teej in Rajasthan》. 《Asian Folklore Studies》 47. 63–72쪽. doi:10.2307/1178252. JSTOR 1178252.
346. ↑  Skinner, Debra; Holland, Dorothy; Adhikari, G. B. (1994). 《The Songs of Tij: A Genre of Critical Commentary for Women in Nepal》. 《Asian Folklore Studies》 53. 259–305쪽. doi:10.2307/1178647. JSTOR 1178647.
347. ↑  David N. Lorenzen (1978), Warrior Ascetics in Indian History 보관됨 5 11월 2020 - 웨이백 머신, Journal of the American Oriental Society, 98(1): 61–75
348. ↑  William Pinch (2012), Warrior Ascetics and Indian Empires, Cambridge University Press, ISBN 978-1107406377
349. 1 2  Jones & Ryan 2006, 301쪽.
350. ↑  Kalhoro, Zulfiqar Ali (2018년 2월 27일). “The thriving Shiva festival in Umarkot is a reminder of Sindh's Hindu heritage”. 《Dawn》. 2020년 5월 16일에 원본 문서에서 보존된 문서. 2020년 8월 5일에 확인함.
351. ↑  Ghose 1966, 16, 123, 494–495, 550–552쪽.
352. ↑  Ghose 1966, 130–131, 550–552쪽.
353. ↑  Hariani Santiko (1997), The Goddess Durgā in the East-Javanese Period 보관됨 22 8월 2018 - 웨이백 머신, Asian Folklore Studies, Vol. 56, No. 2, pp. 209–226
354. 1 2  Ghose 1966, 15–17쪽.
355. ↑  Sena Wangi, 편집. (1999). 《Ensiklopedi wayang Indonesia: A-B》 (인도네시아어) 1. Sekretariat Nasional Pewayangan Indonesia. 259쪽. ISBN 9799240018.
356. ↑  P. B. R. Carey, 편집. (1992). 《The British in Java, 1811–1816: a Javanese account》. Oriental documents 10. Oxford University Press, for British Academy. 525쪽. ISBN 0197260624.
357. ↑  Ghose 1966, 155–157, 462–463쪽.
358. ↑  Ghose 1966, 160–165쪽.
359. ↑  J.L. Moens (1974), Het Buddhisme Java en Sumatra in Zijn laatste boeiperiods, T.B.G., pp. 522–539, 550; OCLC 10404094
360. ↑  Ghose 1966, 4–6, 14–16, 94–96, 160–161, 253쪽.
361. ↑  P. 377 Classical Hinduism By Mariasusai Dhavamony
362. 1 2 3 4 5  Puri, P. 133 Buddhism in Central Asia
363. 1 2   (PDF) https://web.archive.org/web/20161028122432/http://en.unesco.org/silkroad/sites/silkroad/files/knowledge-bank-article/vol_III%20silk%20road_religions%20and%20religious%20movements%20II.pdf. 2016년 10월 28일에 원본 문서 (PDF)에서 보존된 문서. 2019년 12월 29일에 확인함. |제목=이(가) 없거나 비었음 (도움말)
364. ↑  Winfried Corduan (1998). 《Neighboring Faiths: A Christian Introduction to World Religions》. InterVarsiry Press. 377쪽.
365. ↑  《Dasam Granth》. Hemkunt Press. ISBN 978-8170103257. 2024년 3월 31일에 원본 문서에서 보존된 문서. 2020년 11월 7일에 확인함.
366. ↑  Bryson, Megan (2017). 〈Between China and Tibet: Mahākāla Worship and Esoteric Buddhism in the Dali Kingdom〉.   Bentor, Yael; Shahar, Meir. 《Chinese and Tibetan Esoteric Buddhism》. Studies on East Asian Religions 1. Leiden and Boston: 브릴 (출판사). 402–428쪽. doi:10.1163/9789004340503_019. ISBN 978-9004340497. ISSN 2452-0098. 2024년 3월 31일에 원본 문서에서 보존된 문서. 2021년 8월 8일에 확인함.
367. ↑  Kalupahana, David J. (2001) [1991]. 〈Integration of Sūtra and Tantra: Śiva, Śakti interpreted as Prajña, Upāya〉. 《Buddhist Thought and Ritual》. New Delhi: 모티랄 바나르시다스. 95쪽. ISBN 978-8120817739. OCLC 487199178.
368. ↑  Barnaby B. Dhs (2006). 《What Is Tantric Practice?》. Xlibris Corporation. 43쪽. ISBN 978-1465330093. 2013년 10월 13일에 확인함.
369. ↑  Davidson, Ronald M. (2002년 12월 18일). 《Indian Esoteric Buddhism: A Social History of the Tantric Movement》 (영어). Columbia University Press. 151쪽. ISBN 978-0-231-50102-6.
370. ↑  Hodous, Lewis; Soothill, William Edward (2004). 《A dictionary of Chinese Buddhist terms: with Sanskrit and English equivalents and a Sanskrit-Pali index》. London: RoutledgeCurzon. ISBN 0203641868. OCLC 275253538. 2024년 3월 31일에 원본 문서에서 보존된 문서. 2021년 4월 26일에 확인함.
371. ↑  John Kieschnick; Meir Shahar (2013). 《India in the Chinese Imagination: Myth, Religion, and Thought》. University of Pennsylvania Press. 79–80쪽. ISBN 978-0-8122-4560-8. 2017년 3월 29일에 원본 문서에서 보존된 문서. 2017년 3월 29일에 확인함.
372. ↑  Kumāra, Braja Bihārī (2007). 《India and Central Asia: Classical to Contemporary Periods》 (영어). Concept Publishing Company. ISBN 978-81-8069-457-8.
373. ↑  Lee, Junghee (1993). 《The Origins and Development of the Pensive Bodhisattva Images of Asia》. 《Artibus Asiae》 53. 311–357쪽. doi:10.2307/3250524. ISSN 0004-3648. JSTOR 3250524.
374. ↑  Watson, Burton (1999). 《The lotus sutra》. Sri Satguru Publications. ISBN 8170306337. OCLC 247391640. 2024년 3월 31일에 원본 문서에서 보존된 문서. 2021년 4월 26일에 확인함.
375. ↑  Roberts, Jeremy (2009). 《Japanese Mythology A to Z》. Infobase Publishing. 28쪽. ISBN 978-1438128023.
376. ↑  Pal, Pratapaditya. 《Indian Sculpture: 700–1800》. Los Angeles County Museum of Art. 180쪽.
377. ↑  Ronald Morse (2015). 《Folk Legends from Tono: Japan's Spirits, Deities, and Phantastic Creatures》. Rowman & Littlefield. 131쪽. ISBN 978-1442248236.
378. ↑  Charles Russell Coulter; Patricia Turner (2013). 《Encyclopedia of Ancient Deities》. Routledge. 182쪽. ISBN 978-1135963903.
379. 1 2  “Shiva, the god of cool things”. 2017년 4월 11일에 원본 문서에서 보존된 문서. 2017년 4월 11일에 확인함.
380. ↑  “Shiva, the brand God who never fails”. 《Economic Times Blog》 (미국 영어). 2016년 3월 23일에 원본 문서에서 보존된 문서. 2017년 4월 11일에 확인함.
381. 1 2  Dwyer, Rachel (2006). 《Filming the Gods: Religion and Indian Cinema》 (영어). Routledge. ISBN 978-1134380701. 2024년 3월 31일에 원본 문서에서 보존된 문서. 2017년 9월 11일에 확인함.
382. ↑  “TV series Om Namah Shivay had 52 songs by top singers: Director Dheeraj Kumar”. 《www.outlookindia.com/》 (영어). IANS. 2020년 6월 16일. 2021년 12월 2일에 원본 문서에서 보존된 문서. 2021년 12월 2일에 확인함.
383. ↑  “Mahadev tops TRP charts with a new record of 8.2 TVR”. 《The Times of India》. 2017년 4월 6일에 원본 문서에서 보존된 문서. 2017년 4월 11일에 확인함.
384. Kramrisch 1994a, 218쪽.
385. Ghurye, G.S. (1952). 《Ascetic Origins》. 《Sociological Bulletin》 1 (Sociological Bulletin, 1(2)). 162–184쪽. doi:10.1177/0038022919520206. S2CID 220049343.
386. Pensa, Corrado. "Some Internal and Comparative Problems in the Field of Indian Religions." Problems and Methods of the History of Religions. Brill, 1972. 102–122.
387. Pattanaik, Devdutt. Shiva to Shankara: Decoding the phallic symbol. Indus Source, 2006.
388. Ghurye, G.S., 1952. Ascetic Origins. Sociological Bulletin, 1(2), pp. 162–184.

### 보조 출처
- Anthony, David W. (2007). 《The Horse, the Wheel, and Language: How Bronze-Age Riders from the Eurasian Steppes Shaped the Modern World》 (영어). Princeton University Press. ISBN 978-0691058870. 2024년 3월 31일에 원본 문서에서 보존된 문서. 2022년 4월 18일에 확인함.
- Apte, Vaman Shivram (1965). 《The Practical Sanskrit Dictionary》 Four revis a enlarg판. Delhi: Motilal Banarsidass Publishers. ISBN 8120805674.
- Arya, Ravi Prakash; Joshi, K. L. (2001). 《Ṛgveda Saṃhitā: Sanskrit Text, English Translation》. Delhi: Parimal Publications. ASIN B008RXWY7O (Set of four volumes). Parimal Sanskrit Series No. 45; 2003 reprint: ISBN 8170200709.
- Beckwith, Christopher I. (2009). 《Empires of the Silk Road》. Princeton University Press.
- Berreman, Gerald Duane (1963). 《Hindus of the Himalayas》 (영어). University of California Press.
- Blurton, T. Richard (1993). 《Hindu Art》. Harvard University Press. ISBN 978-0674391895. 2023년 1월 15일에 원본 문서에서 보존된 문서. 2016년 10월 6일에 확인함.
- Bongard-Levin, Grigoriĭ Maksimovich (1985). 《Ancient Indian Civilization》. Arnold-Heinemann.
- Boon, James A. (1977). 《The Anthropological Romance of Bali 1597–1972》. Cambridge University Press. ISBN 978-0521213981.
- Brown, Cheever Mackenzie (1998). 《The Devi Gita: The Song of the Goddess: A Translation, Annotation, and Commentary》. SUNY Press. ISBN 978-0791439395.
- Chakravarti, Mahadev (1986). 《The Concept of Rudra-Śiva Through The Ages》 Seco Revis판. Delhi: Motilal Banarsidass. ISBN 8120800532.
- Sitansu S. Chakravarti (1991). 《Hinduism, a Way of Life》. Motilal Banarsidass. ISBN 978-8120808997.
- Suresh Chandra (1998). 《Encyclopaedia of Hindu Gods and Goddesses》. Sarup & Sons. ISBN 978-8176250399.
- Chidbhavananda, Swami (1997). 《Siva Sahasranama Stotram: With Navavali, Introduction, and English Rendering》. Sri Ramakrishna Tapovanam. ISBN 8120805674. (Third edition). The version provided by Chidbhavananda is from chapter 17 of the Anuśāsana Parva of the Mahābharata.
- Coburn, Thomas B. (1991). 《Encountering the Goddess: A translation of the Devi-Mahatmya and a Study of Its Interpretation》. State University of New York Press. ISBN 0791404463.
- Coburn, Thomas B. (2002). 《Devī Māhātmya, The Crystallization of the Goddess Tradition》. South Asia Books. ISBN 8120805577.
- Courtright, Paul B. (1985). 《Gaṇeśa: Lord of Obstacles, Lord of Beginnings》. New York: Oxford University Press. ISBN 0195057422.
- Cush, Denise; Robinson, Catherine A.; York, Michael (2008). 《Encyclopedia of Hinduism》. Routledge. ISBN 978-0700712670. 2023년 4월 21일에 원본 문서에서 보존된 문서. 2017년 9월 12일에 확인함.
- Dalal, Roshen (2010). 《Hinduism: An Alphabetical Guide》. Penguin Books. ISBN 978-0143414216.
- Davis, Richard H. (1992). 《Ritual in an Oscillating Universe: Worshipping Śiva in Medieval India》. Princeton, New Jersey: Princeton University Press. ISBN 978-0691073866.
- Deussen, Paul (1997). 《Sixty Upanishads of the Veda》. Motilal Banarsidass. ISBN 978-8120814677.
- Flood, Gavin (1996). 《An Introduction to Hinduism》. Cambridge: 케임브리지 대학교 출판부. ISBN 0521438780.
- Flood, Gavin (2003). 〈The Śaiva Traditions〉.   Flood, Gavin. 《The Blackwell Companion to Hinduism》. Malden, MA: 블랙웰 출판사. ISBN 1405132515.
- 프롤리, 데이비드. 2015. Shiva: the lord of yoga. Twin Lakes, WI : Lotus Press.
- Fuller, Christopher John (2004). 《The Camphor Flame: Popular Hinduism and society in India》. Princeton, New Jersey: Princeton University Press. ISBN 978-0691120485.
- Ghose, Rajeshwari (1966). 《Saivism in Indonesia During the Hindu-Javanese Period》 (영어). University of Hong Kong.
- Goldberg, Ellen (2002). 《The Lord Who is Half Woman: Ardhanārīśvara in Indian and Feminist Perspective》. Albany: 뉴욕 주립 대학교 출판부. ISBN 079145326X.
- Gonda, Jan (1969). 《The Hindu Trinity》. 《Anthropos》. 63/64. 212–226쪽. ISSN 0257-9774. JSTOR 40457085.
- Gonda, Jan (1975). 《Handbook of Oriental Studies. Section 3 Southeast Asia, Religions》. Brill Academic. ISBN 9004043306.
- Granoff, Phyllis (2003). 《Mahakala's Journey: from Gana to God》. 《Rivista degli studi orientali》. 77, Fasc. 1/4. 95–114쪽. JSTOR 41913237.
- Griffith, T. H. (1973). 《The Hymns of the Ṛgveda》 New Revis판. Delhi: Motilal Banarsidass. ISBN 812080046X.
- Gupta, Shakti M. (1988). 《Karttikeya: The Son of Shiva》. Bombay: Somaiya Publications Pvt. Ltd. ISBN 8170391865.
- Hiriyanna, M. (2000). 《The Essentials of Indian Philosophy》. Motilal Banarsidass. ISBN 978-8120813304.
- Hopkins, E. Washburn (1969). 《Epic Mythology》. New York: Biblo and Tannen. Originally published in 1915.
- Hopkins, Keith (July 2001). 《A World Full of Gods: The Strange Triumph of Christianity》. New York: Plume. ISBN 0-452-28261-6. OCLC 47286228.
- Hume, Robert (1921). 〈Shvetashvatara Upanishad〉. 《The Thirteen Principal Upanishads》. Oxford University Press.
- Issitt, Micah Lee; Main, Carlyn (2014). 《Hidden Religion: The Greatest Mysteries and Symbols of the World's Religious Beliefs》. ABC-CLIO. ISBN 978-1610694780.
- Jansen, Eva Rudy (1993). 《The Book of Hindu Imagery》. Havelte, Holland: Binkey Kok Publications BV. ISBN 9074597076.
- Javid, Ali (2008). 《World Heritage Monuments and Related Edifices in India》. Algora Publishing. ISBN 978-0875864846.
- Jones, Constance; Ryan, James D. (2006). 《Encyclopedia of Hinduism》. Infobase. ISBN 978-0816075645. 2022년 10월 20일에 원본 문서에서 보존된 문서. 2016년 9월 26일에 확인함.
- Keay, John (2000). 《India: A History》. New York: Grove Press. ISBN 0802137970. 2023년 7월 3일에 원본 문서에서 보존된 문서. 2015년 7월 2일에 확인함.
- Kenoyer, Jonathan Mark (1998). 《Ancient Cities of the Indus Valley Civilization》. Karachi: Oxford University Press.
- Kinsley, David (1988). 《Hindu Goddesses: Visions of the Divine Feminine in the Hindu Religious Tradition》. University of California Press. ISBN 978-0520908833.
- Kinsley, David (1998). 《Hindu Goddesses: Visions of the Divine Feminine in the Hindu Religious Tradition》 (영어). Motilal Banarsidass Publ. ISBN 978-8120803947. 2023년 1월 11일에 원본 문서에서 보존된 문서. 2020년 9월 17일에 확인함.
- Klostermaier, Klaus K. (1984). 《Mythologies and Philosophies of Salvation in the Theistic Traditions of India》. Wilfrid Laurier University Press. ISBN 978-0889201583.
- Kramrisch, Stella (1981). 《Manifestations of Shiva》 (영어). Philadelphia Museum of Art. ISBN 978-0876330395.
- Kramrisch, Stella (1994a). 《The Presence of Śiva》. Princeton, New Jersey: Princeton University Press. ISBN 0691019304.
- Kunst, Arnold (June 1968). 《Some notes on the interpretation of the Ṥvetāṥvatara Upaniṣad》. 《Bulletin of the School of Oriental and African Studies》 31. 309–314쪽. doi:10.1017/S0041977X00146531. S2CID 179086253.
- Lochtefeld, James (2002). 《The Illustrated Encyclopedia of Hinduism, Vol. 1 & 2》. Rosen Publishing. ISBN 978-0823931798.
- Long, Bruce (1982).  Guy Richard Welbon and Glenn E. Yocum, 편집. 《Religious Festivals in South India and Sri Lanka (Chapter: "Mahāśivaratri: the Saiva festival of repentance")》. Manohar. ISBN 9780836409000.
- Macdonell, Arthur Anthony (1996). 《A Practical Sanskrit Dictionary》. New Delhi: Munshiram Manoharlal Publishers. ISBN 8121507154.
- Mallinson, James (2007). 《The Shiva Samhita, A critical edition and English translation by James Mallinson》. Woodstock, NY: YogVidya. ISBN 978-0971646651 |isbn= 값 확인 필요: checksum (도움말).
- Marchand, Peter (2007). 《The Yoga of Truth: Jnana: The Ancient Path of Silent Knowledge》. Rochester, VT: Destiny Books. ISBN 978-1594771651.
- Mate, M. S. (1988). 《Temples and Legends of Maharashtra》. Bombay: Bharatiya Vidya Bhavan.
- McDaniel, June (2004). 《Offering Flowers, Feeding Skulls : Popular Goddess Worship in West Bengal: Popular Goddess Worship in West Bengal》. Oxford University Press. ISBN 978-0195347135.
- Michaels, Axel (2004). 《Hinduism: Past and Present》. Princeton University Press. ISBN 978-0691089522. 2024년 3월 31일에 원본 문서에서 보존된 문서. 2016년 10월 6일에 확인함.
- Nath, Vijay (March–April 2001). 《From 'Brahmanism' to 'Hinduism': Negotiating the Myth of the Great Tradition》. 《Social Scientist》 29. 19–50쪽. doi:10.2307/3518337. JSTOR 3518337.
- Neumayer, Erwin (2013). 《Prehistoric Rock Art of India》. OUP India. ISBN 978-0198060987. 2018년 9월 28일에 원본 문서에서 보존된 문서. 2017년 3월 1일에 확인함.
- Owen, Lisa (2012). 《Carving Devotion in the Jain Caves at Ellora》. Brill Academic. ISBN 978-9004206298. 2023년 11월 10일에 원본 문서에서 보존된 문서. 2016년 10월 6일에 확인함.
- Pintchman, Tracy (2015). 《The Rise of the Goddess in the Hindu Tradition》. State University of New York Press. ISBN 978-1438416182.
- Pintchman, Tracy (2014). 《Seeking Mahadevi: Constructing the Identities of the Hindu Great Goddess》. State University of New York Press. ISBN 978-0791490495. 2024년 3월 31일에 원본 문서에서 보존된 문서. 2016년 10월 6일에 확인함.
- Powell, Robert (2016). 《Himalayan Drawings》 (영어). Taylor & Francis. ISBN 978-1317709091.
- Prentiss, Karen Pechilis (2000). 《The Embodiment of Bhakti》. Oxford University Press. ISBN 978-0195351903. 2024년 3월 31일에 원본 문서에서 보존된 문서. 2017년 9월 23일에 확인함.
- Rocher, Ludo (1986). 《The Puranas》. Otto Harrassowitz Verlag. ISBN 978-3447025225.
- Rosen, Steven; Schweig, Graham M. (2006). 《Essential Hinduism》. Greenwood Publishing Group.
- Sadasivan, S. N. (2000). 《A Social History of India》. APH Publishing. ISBN 978-8176481700. 2024년 3월 31일에 원본 문서에서 보존된 문서. 2020년 12월 25일에 확인함.
- 라다크리슈난, 사르베팔리 (1953), 《The Principal Upanishads》, New Delhi: HarperCollins Publishers India (1994 Reprint), ISBN 8172231245
- Sastri, A Mahadeva (1898). 《Amritabindu and Kaivalya Upanishads with Commentaries》. Thomson & Co.
- Sarup, Lakshman (1998) [1927]. 《The Nighaṇṭu and The Nirukta》. Motilal Banarsidass. ISBN 8120813812.
- Scharf, Peter M. (1996). 《The Denotation of Generic Terms in Ancient Indian Philosophy: Grammar, Nyāya, and Mīmāṃsā》. American Philosophical Society. ISBN 978-0871698636.
- Sharma, Arvind (2000). 《Classical Hindu Thought: An Introduction》. Oxford University Press. ISBN 978-0195644418.
- Sharma, Ram Karan (1988). 《Elements of Poetry in the Mahābhārata》 Seco판. Delhi: Motilal Banarsidass. ISBN 8120805445.
- Sharma, Debabrata Sen (1990). 《The philosophy of sādhanā : with special reference to the Trika philosophy of Kashmir》. Albany: State University of New York Press. ISBN 978-0791403471.
- Sharma, Ram Karan (1996). 《Śivasahasranāmāṣṭakam: Eight Collections of Hymns Containing One Thousand and Eight Names of Śiva》. Delhi: Nag Publishers. ISBN 8170813506. This work compares eight versions of the Śivasahasranāmāstotra with comparative analysis and Śivasahasranāmākoṣa (A Dictionary of Names). The text of the eight versions is given in Sanskrit.
- Singh, S. P. (1989). 《Rgvedic Base of the Pasupati Seal of Mohenjo-Daro》. 《Purātattva》 19. 19–26쪽.
- Sircar, Dineschandra (1998). 《The Śākta Pīṭhas》. Motilal Banarsidass. ISBN 978-8120808799.
- Sivaramamurti, C. (1976). 《Śatarudrīya: Vibhūti of Śiva's Iconography》. Delhi: Abhinav Publications.
- Sivaraman, K. (1973). 《Śaivism in Philosophical Perspective: A Study of the Formative Concepts, Problems, and Methods of Śaiva Siddhānta》. Motilal Banarsidass. ISBN 978-8120817715. 2024년 3월 31일에 원본 문서에서 보존된 문서. 2017년 4월 7일에 확인함.
- Sivaramamurti, C. (2004). 《Satarudriya: Vibhuti Or Shiva's Iconography》. Abhinav Publications. ISBN 978-8170170389.
- Sontheimer, Günther-Dietz (1976). 《Biroba, Mhaskoba und Khandoba: Ursprung, Geschichte und Umwelt von pastoralen Gottheiten in Maharastra》 (독일어). Franz Steiner.
- Srinivasan, Doris Meth (1997). 《Many Heads, Arms, and Eyes: Origin, Meaning and Form in Multiplicity in Indian Art》. Brill. ISBN 978-9004107588.
- Srinivasan, Sharada (2004). 〈Shiva as 'cosmic dancer': On Pallava origins for the Nataraja bronze〉. 《World Archaeology》 36. The Journal of Modern Craft. 432–450쪽. doi:10.1080/1468936042000282726821. S2CID 26503807. 2022년 6월 13일에 원본 문서에서 보존된 문서. 2021년 9월 11일에 확인함.
- Storl, Wolf-Dieter (2004). 《Shiva: The Wild God of Power and Ecstasy》. Simon and Schuster.
- Stutley, Margaret (1985). 《The Illustrated Dictionary of Hindu Iconography》. First Indian Edition: Munshiram Manoharlal, 2003, ISBN 8121510872.
- Tagare, G. V. (2002). 《The Pratyabhijñā Philosophy》. Motilal Banarsidass. ISBN 978-8120818927.
- Tattwananda, Swami (1984). 《Vaisnava Sects, Saiva Sects, Mother Worship》. Calcutta: Firma KLM Private Ltd. First revised edition.
- Thakur, Upendra (1986). 《Some Aspects of Asian History and Culture》. Abhinav Publications. ISBN 978-8170172079.
- Varenne, Jean (1976). 《Yoga and the Hindu Tradition》. Chicago: The University of Chicago Press. ISBN 0226851168.
- Vohra, Ranbir (2000). 《The Making of India: A Historical Survey》. M.E. Sharpe. ISBN 978-0765607119.
- Warrier, AG Krishna (1967). 《Śākta Upaniṣads》. Adyar Library and Research Center. ISBN 978-0835673181. OCLC 2606086.
- Wayman, Alex; Singh, Jaideva (1991). 《Review: A Trident of Wisdom: Translation of Paratrisika-vivarana of Abhinavagupta》. 《Philosophy East and West》 41. 266–268쪽. doi:10.2307/1399778. JSTOR 1399778.
- Williams, Joanna Gottfried (1981). उठाकरAAAAIAAJ 《Kalādarśana: American Studies in the Art of India》 |archive-url= 값 확인 필요 (도움말). Brill Academic. ISBN 9004064982. 2024년 1월 16일에 원본 문서에서 보존된 문서. 2016년 10월 6일에 확인함.
- Winstedt, Richard (2020). 《Shaman, Saiva and Sufi: A Study of the Evolution of Malay Magic》. Library of Alexandria.
- Zimmer, Heinrich (1972) [1946]. 《Myths and Symbols in Indian Art and Civilization》. Princeton, New Jersey: Princeton University Press. ISBN 0691017786.
- Zimmer, Heinrich (2000). 《Myths and Symbols in Indian Art and Civilization》. Motilal Banarsidass Publishers.